# Парижская архитектура Прекрасной эпохи

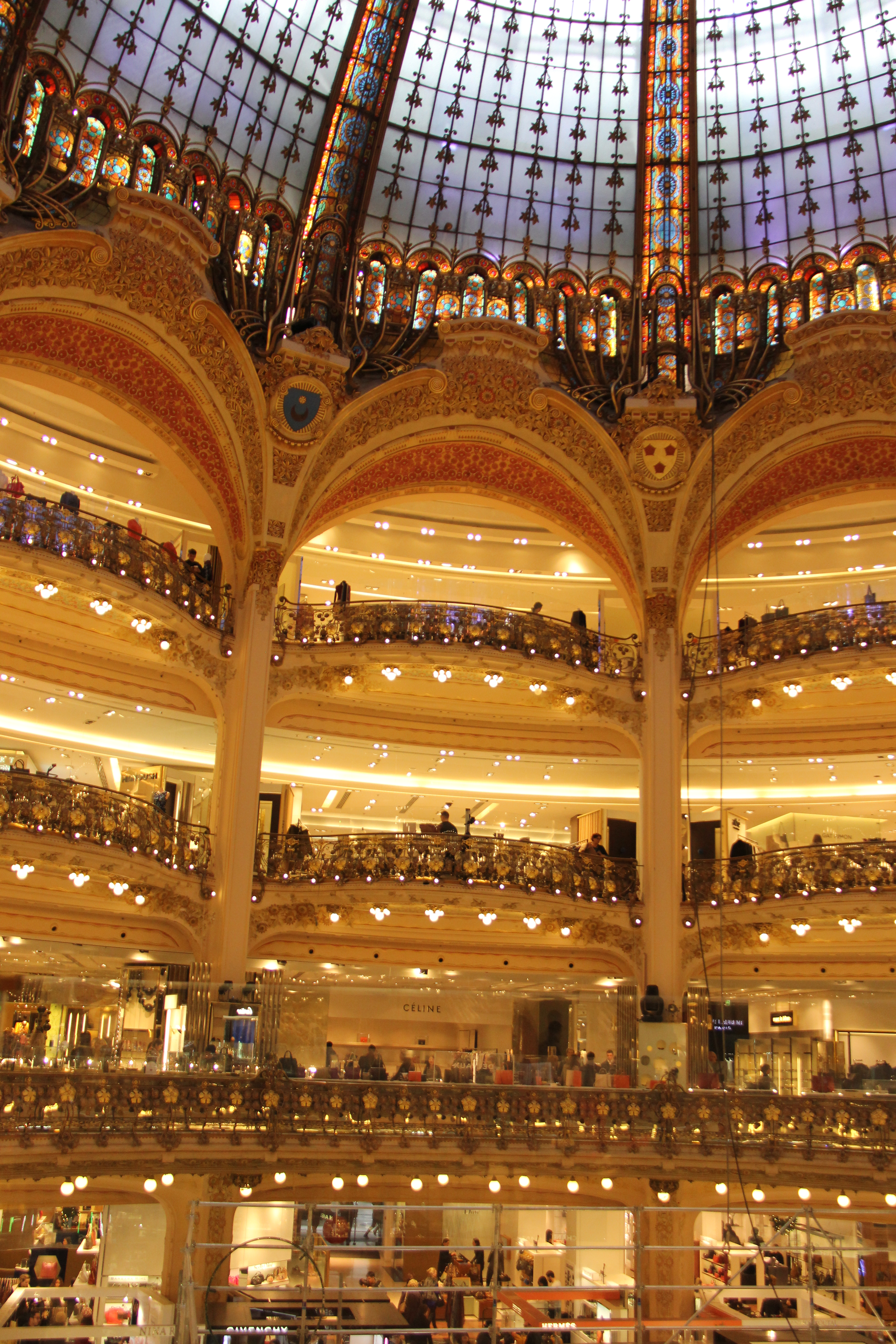
Интерьер универмага Галерея Лафайет (1912)

Архитектура Парижа в стиле Прекрасной эпохи (фр. Architecture Belle Époque), созданная в период   историзма и модерна 1871—1914 годов, отличалась многообразием стилей — от неовизантийского и неоготики до классицизма, ар-нуво и ар-деко. Она была также известна своим богатым убранством и использованием новых и традиционных материалов, включая железо, листовое стекло, цветную плитку и железобетон. Примечательные здания и сооружения этого периода включают Эйфелеву башню, Большой дворец, Театр Елисейских полей, Лионский вокзал, универмаг Бон Марше, станции Парижского метро, разработанные Эктором Гимаром.
Стиль Прекрасной эпохи часто заимствовал элементы исторических стилей: неомавританский (Дворец Трокадеро), неоренессанс (новый отель-де-Виль), классицизм (Большой дворец и Малый дворец, новое здание Сорбонны). Фасады новых железнодорожных станций, административных зданий и магазинов зачастую строились в классическом стиле, чтобы скрыть железные конструкции, винтовые лестницы, большие стеклянные купола.
Стиль модерн получил широкое распространение в Прекрасную эпоху в связи с оформлением парижского метро архитектором Эктором Гимаром, и несколькими другими зданиями, в том числе Кастель-Тур Гимара (1898) на улице Лафонтена №14 в 16-м округе Парижа, усыпанному керамикой дому по проекту архитектора Жюля Лавиротта на Авеню Рапп № 29 в 7-м округе. Стиль модерн просуществовал недолго; в 1904 году входы метро на площади Оперы были заменены на более классические. С 1912 года все входы в метро заменены на функциональные без отделки.
Самым известным храмом, построенным за весь период Прекрасной эпохи был Сакре-Кёр, строившийся с 1874 по 1913 год, но освящённый лишь в 1919 году. Его возвели по образцу романских и византийских храмов раннего средневековья. Первым храмом Парижа, построенным из железобетона, стал храм Сен-Жан-де-Монмартр, на Рю де abbesses № 19.
На смену модерна и прекрасной эпохи пришёл стиль ар-деко, став доминирующим архитектурным стилем 1920-х годов. Здания в этом стиле построены из железобетона, имеют прямоугольные формы, чёткие прямые линии, скульптурные детали на фасаде. Здание театра Елисейских полей (1913), разработанное Огюстом Перре, стало первым в Париже, построенном в новом стиле. Другие инновационные здания в новом стиле были построены архитектором Анри Соважем. В своих зданиях архитектор использовал железобетонные плиты, покрытые керамической плиткой, ступенчатые структуры для террас.

## Архитектура парижских выставок

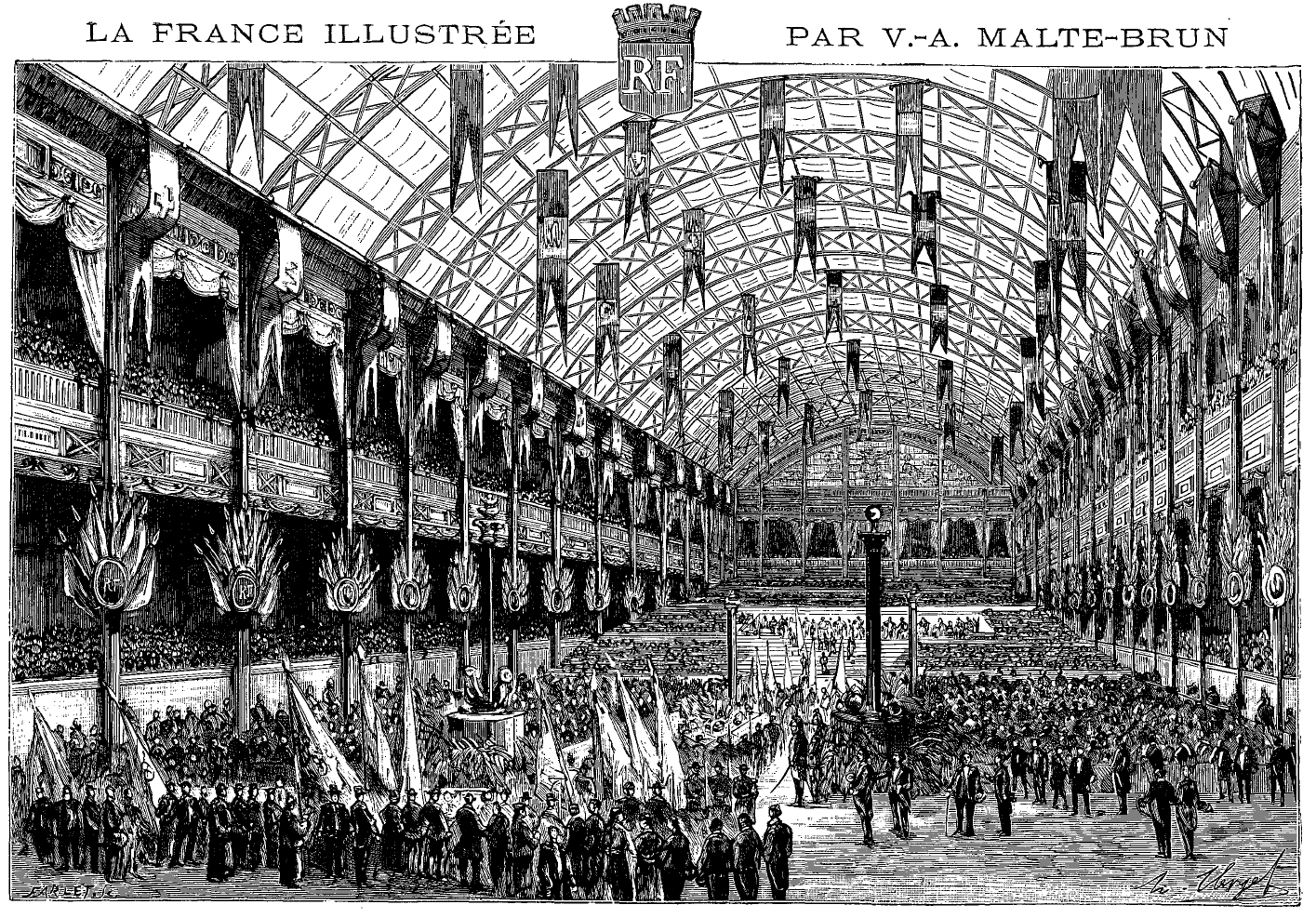
Дворец промышленности на выставке 1878 года.
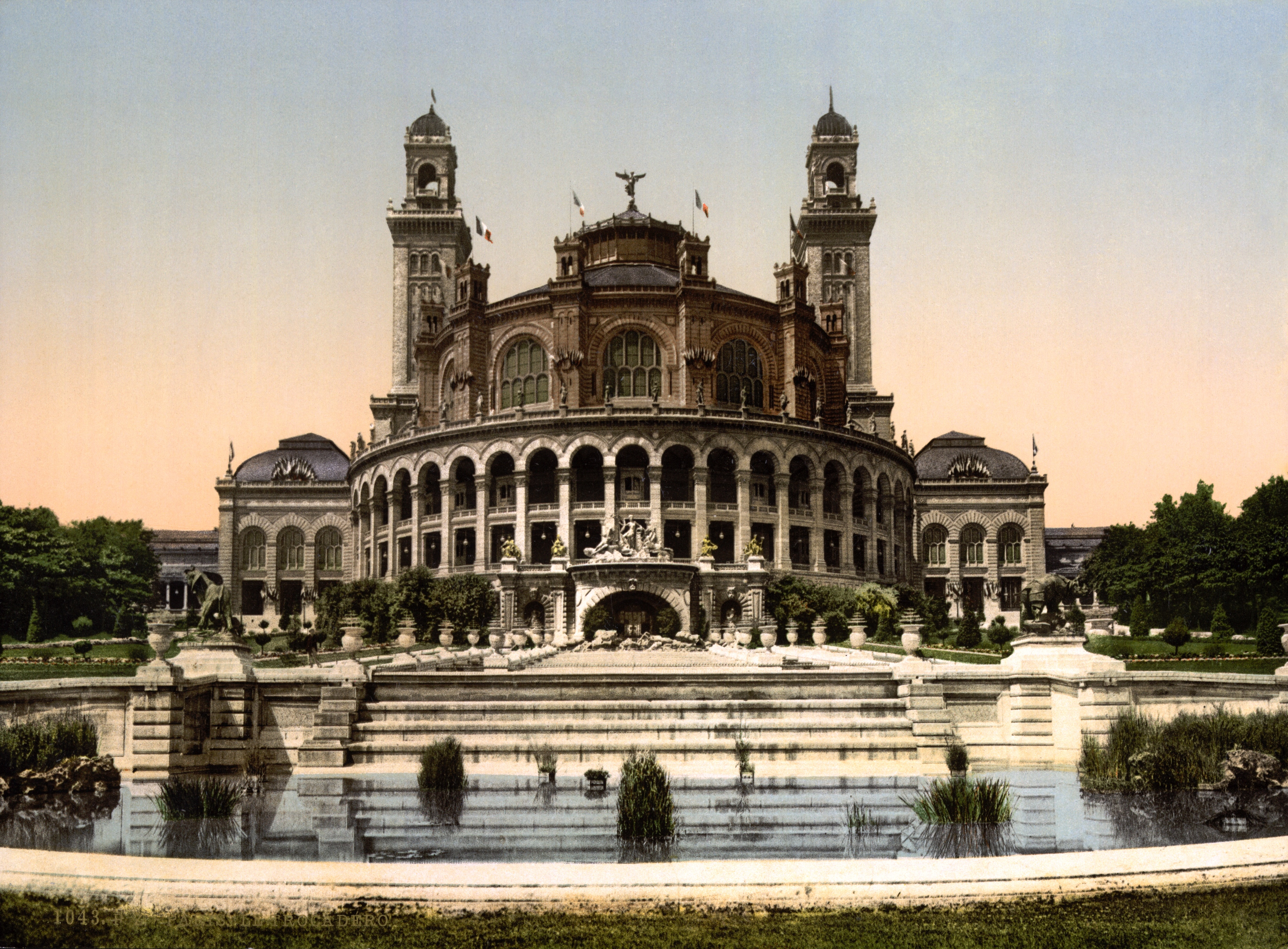
Дворец Трокадеро, построенный в Нео-Мавританском или Нео-византийском стиле для Всемирной выставки 1878 года также был использован в экспозиции 1889 и 1900 годов.
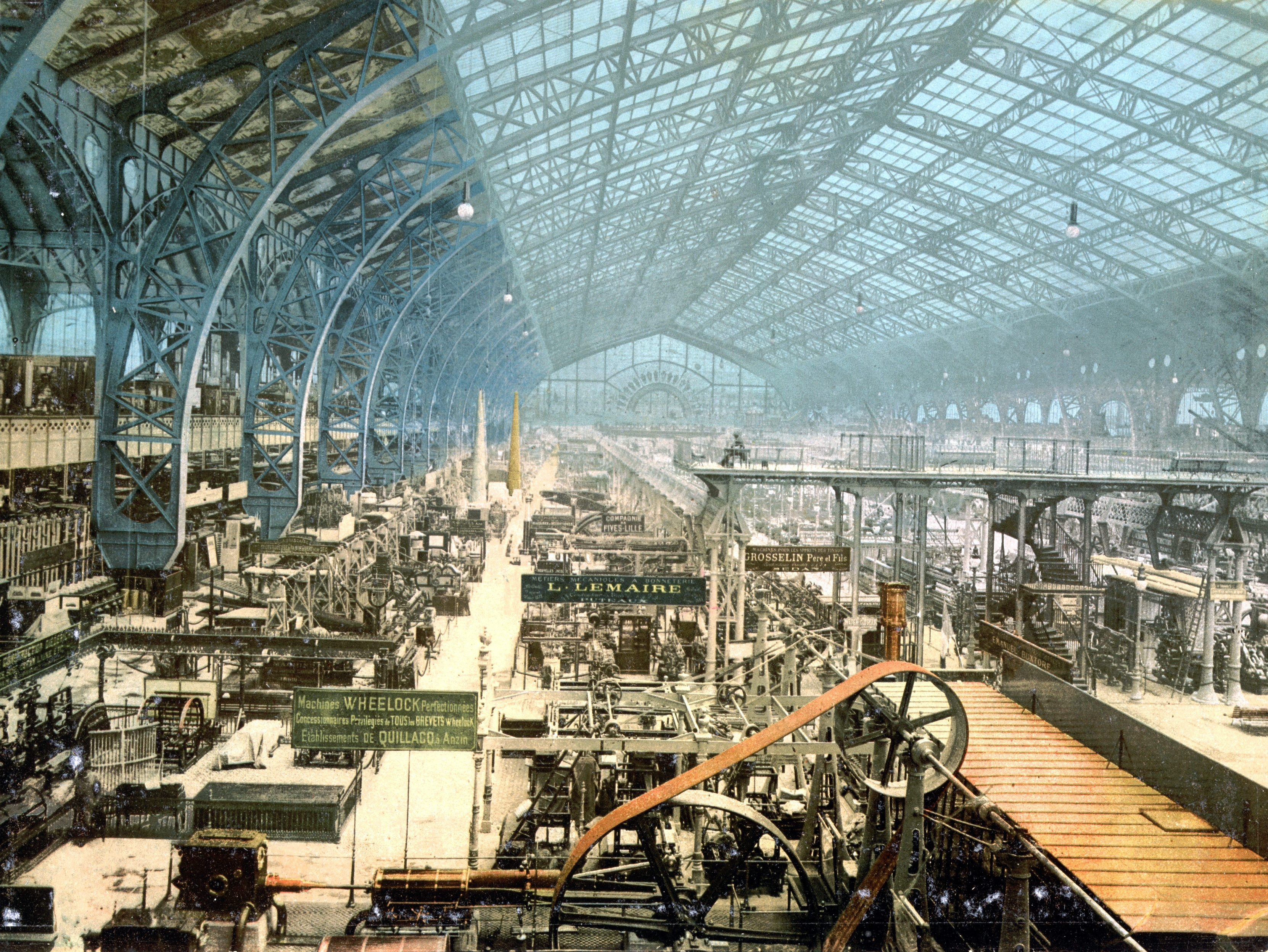
Галерея машин на выставке 1889 года. Э

Во времена «прекрасной эпохи» в Париже прошли три большие международные выставки, призванные продемонстрировать современные технологии в промышленности и искусстве.
Первая Всемирная выставка прошла в Париже в 1878 году на Марсовом поле, холме Шайо и эспланаде Дома инвалидов, во Дворце Трокадеро, построенном в живописном Нео-Мавританском или Нео-византийском стиле архитектором Габриэлем Давью. Дворец был использован для всех трех экспозиций в стиле Прекрасной эпохи и был снесен в 1936 году, чтобы освободить место для современного Дворца Шайо.
На Парижской Всемирной выставке 1889 года, посвященной столетию со дня французской революции экспозиция была намного больше. Для этой выставки была построена Эйфелева башня, которая в то время была самым высоким сооружением в мире, и стала символом выставки. Башня принесла известность конструктору Гюставу Эйфелю. Архитектор башни, в том числе Стефан Совестр, который разработал грациозно изогнутые арки, стеклянную смотровую площадку на втором уровне и купол в верхней части башни, остался почти неизвестным.
Столь же значительным зданием, построенным по проекту архитектора Фердинанда Дютера и инженера Виктора Контамена для выставки, была Галерея машин. Она была расположена на противоположном конце Марсового поля у Эйфелевой башни. Здание было использовано для экспозиции 1900 года, а в 1910 году было снесено. В 111-метровой галерее была использована система железных навесных арок. В 1900 году выставка закончилась и правительство Франции предложило перенести строение на окраину Парижа, но городские власти решили снести его для того, чтобы продать строительные материалы. Здание было снесено в 1909 году.

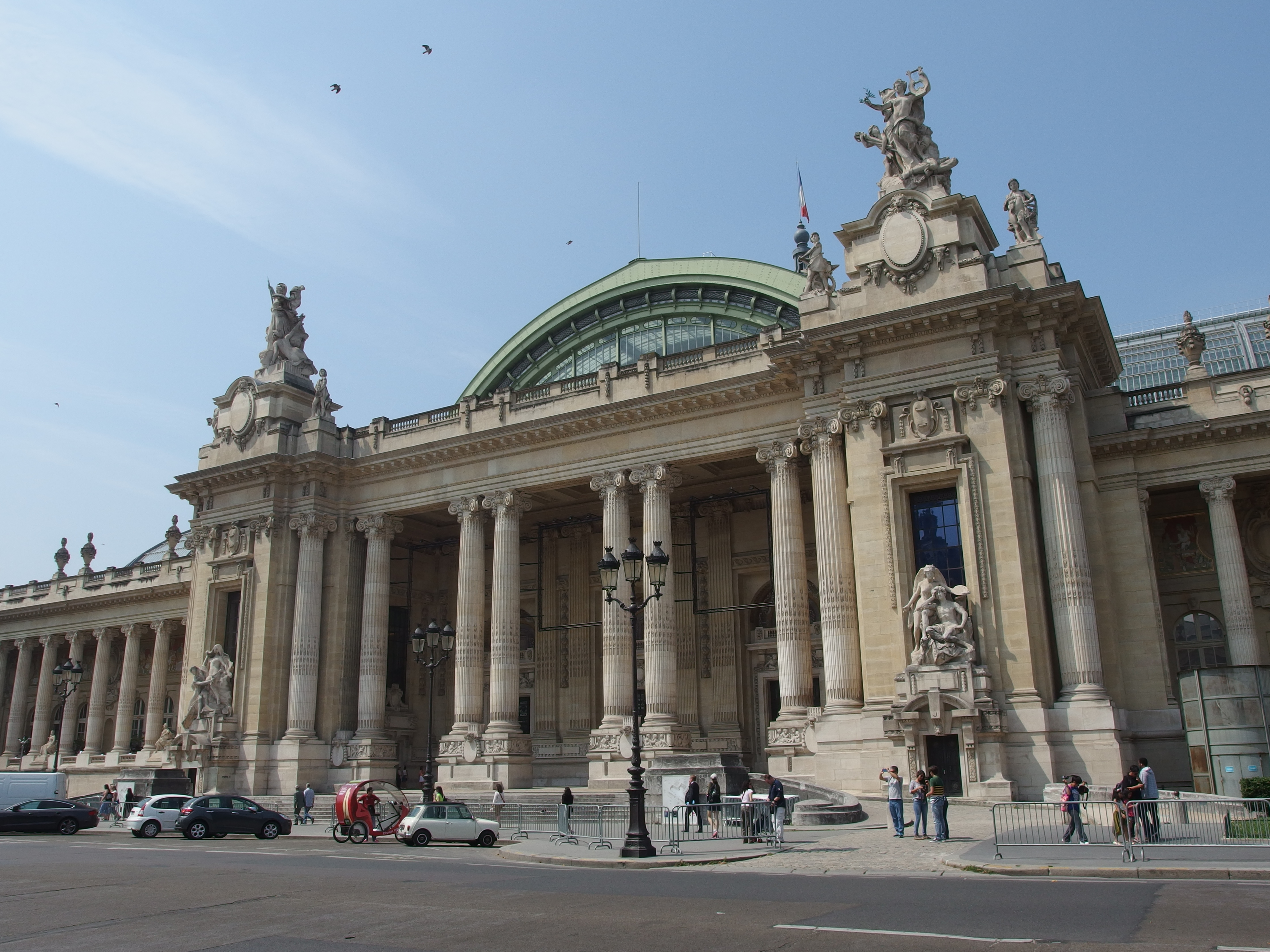
Гран-Пале (1900) имеет неоклассический фасад
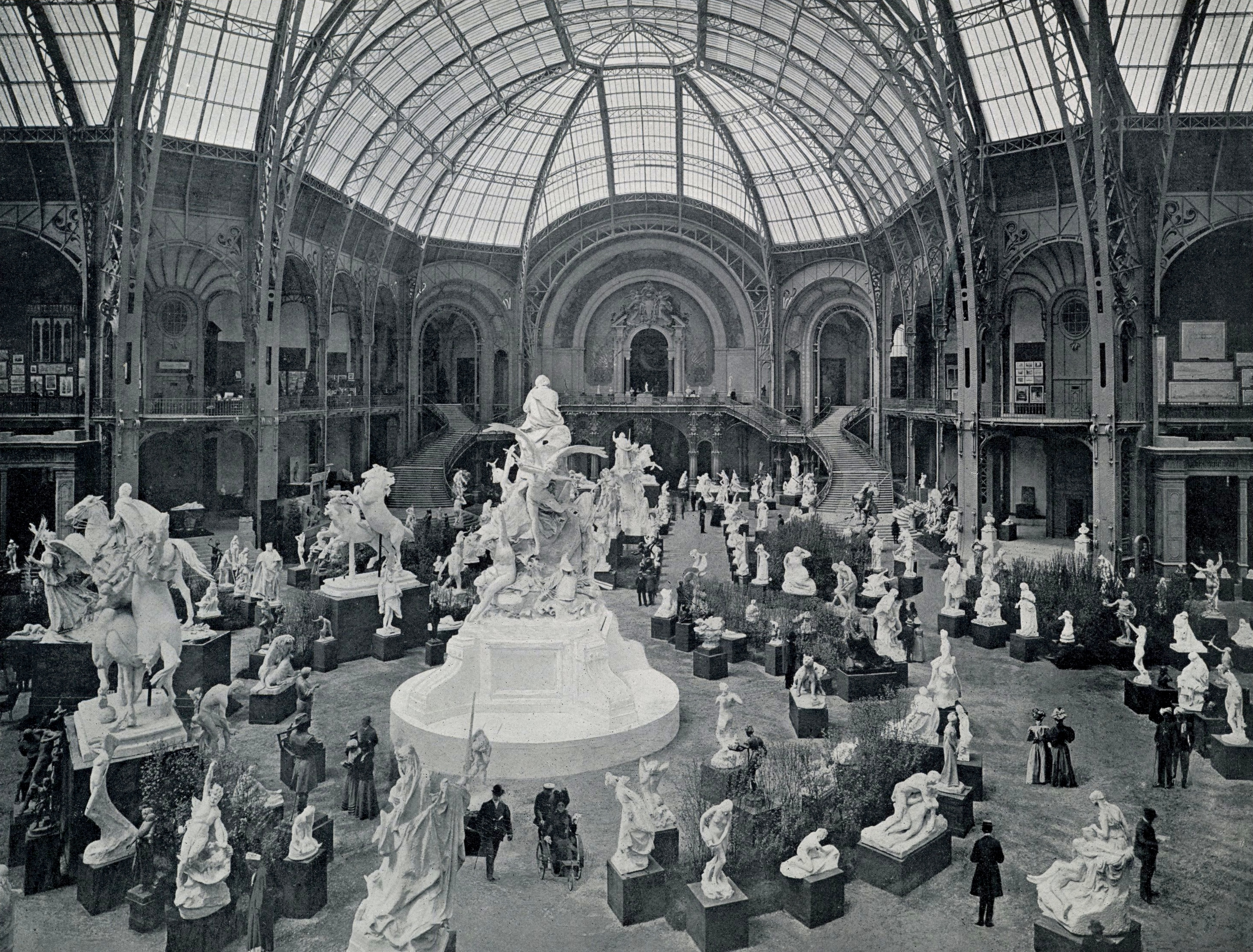
Интерьер большого Дворца
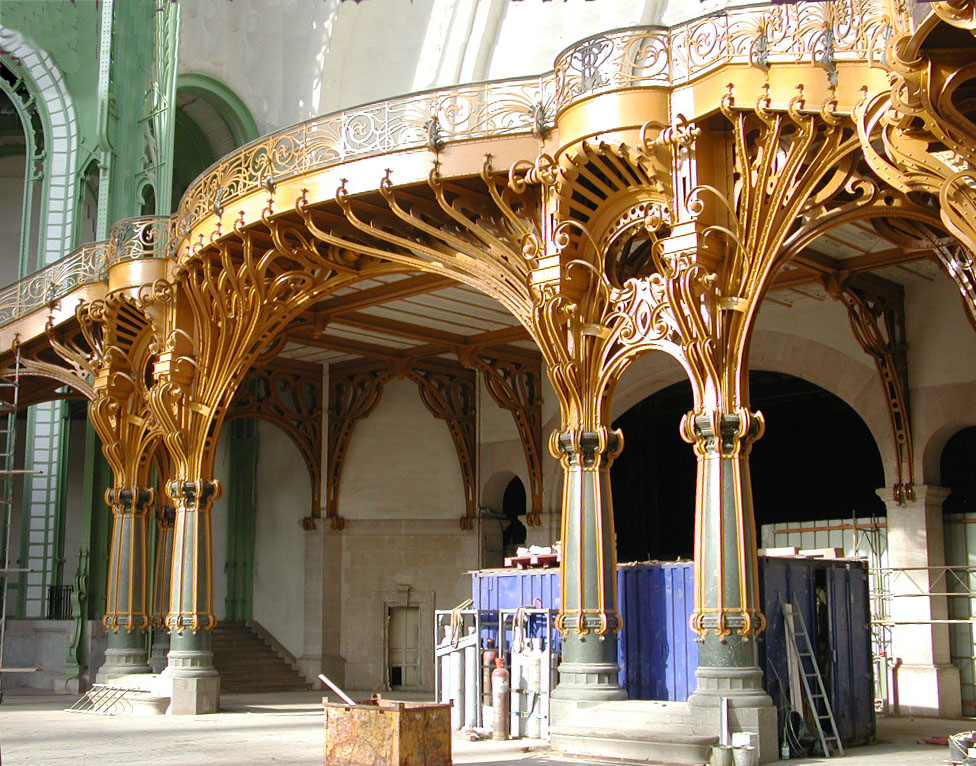
Лестница  большого Дворца выкована из меди

Выставка 1900 года был крупнейшей и наиболее успешной из всех. Она занимала большую площадь вдоль Сены от Шамп-де-Марс и Елисейских полей до площади Согласия. Большой выставочный зал Гран-Пале был спроектирован архитектором Анри Deglane, ассистировал ему Альберт Луве. Здание имело огромную галерею с монументальным куполом. В здании использовался железный каркас, что казалось очень революционным и современным; готические чугунные колонны, казалось, не имеют веса. Вес же здания давил на армированные колонны, скрытые за балконами. Фасад был массивным в неоклассическом стиле, с возвышающимися рядами колонн, поддерживающими два скульптурных ансамбля. Здание должно было находиться в гармонии с ближайшими историческими зданиями, в том числе зданиями вокруг площади Согласия. Фасадом здания восхищались, ему подражали — подобный фасад в 1911 году был сделан в Нью-Йоркской публичной библиотеке.
Наиболее характерной архитектурной особенностью здания Гран-Пале была лестница Почета. Она была сделана в классическом стиле. Архитекторы Deglane и Луве построили её модель из гипса и штукатурки на металлическом каркасе, а потом решили сделать её гармоничной с остальным интерьером, выполнив полностью из меди. Использование металла вместо камня снижало затраты на строительство, но в случае с Гран-Пале, из-за огромного количества используемого металла, произошло повышение стоимости. На строительство большого Дворца было использовано 9 507 тонн металла. Для сравнения — на Эйфелеву башню было использовано 7 300 тонн.

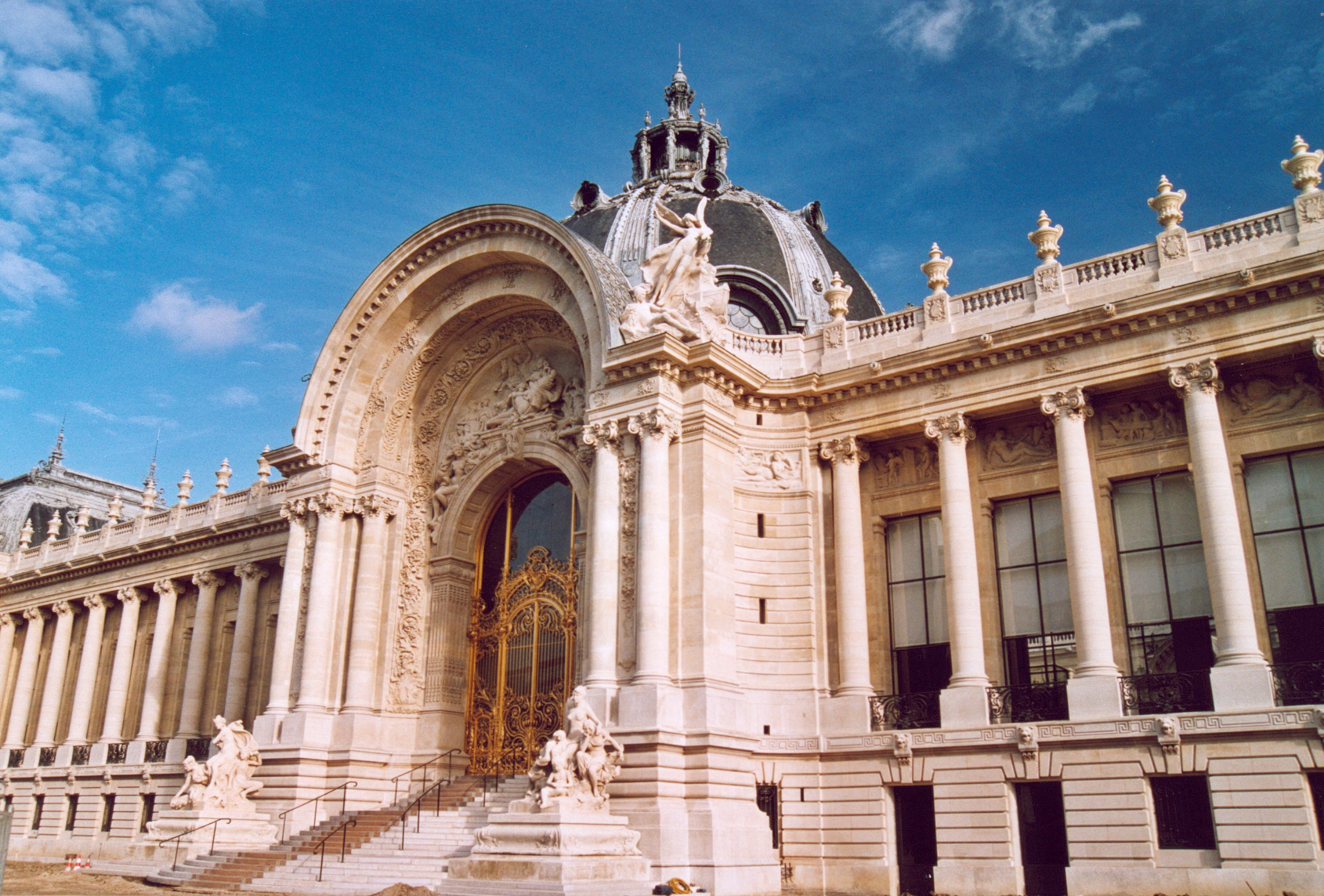
Парадный вход в Малый дворец, колоннада
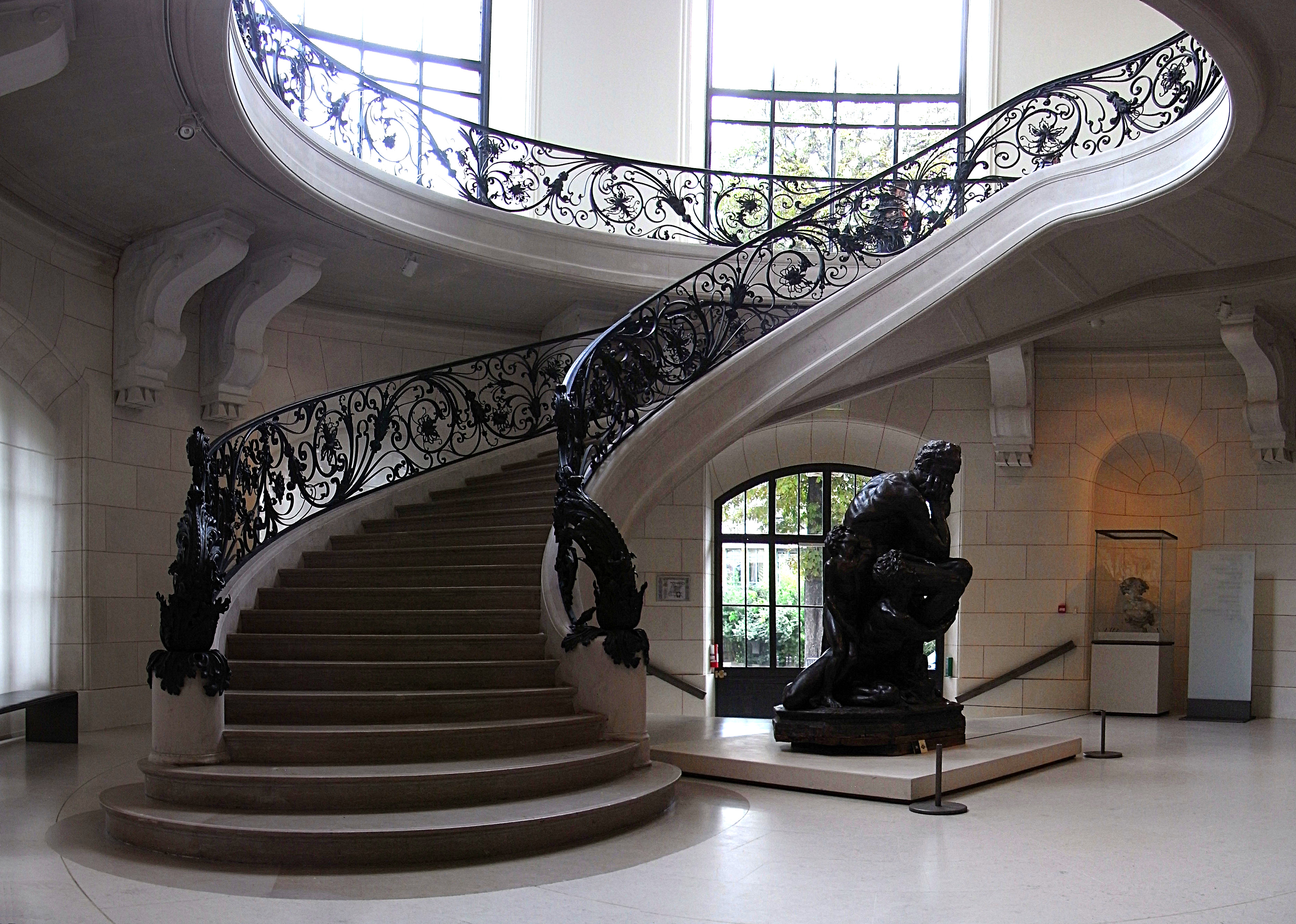
Одна из железобетонных лестниц Пти Пале
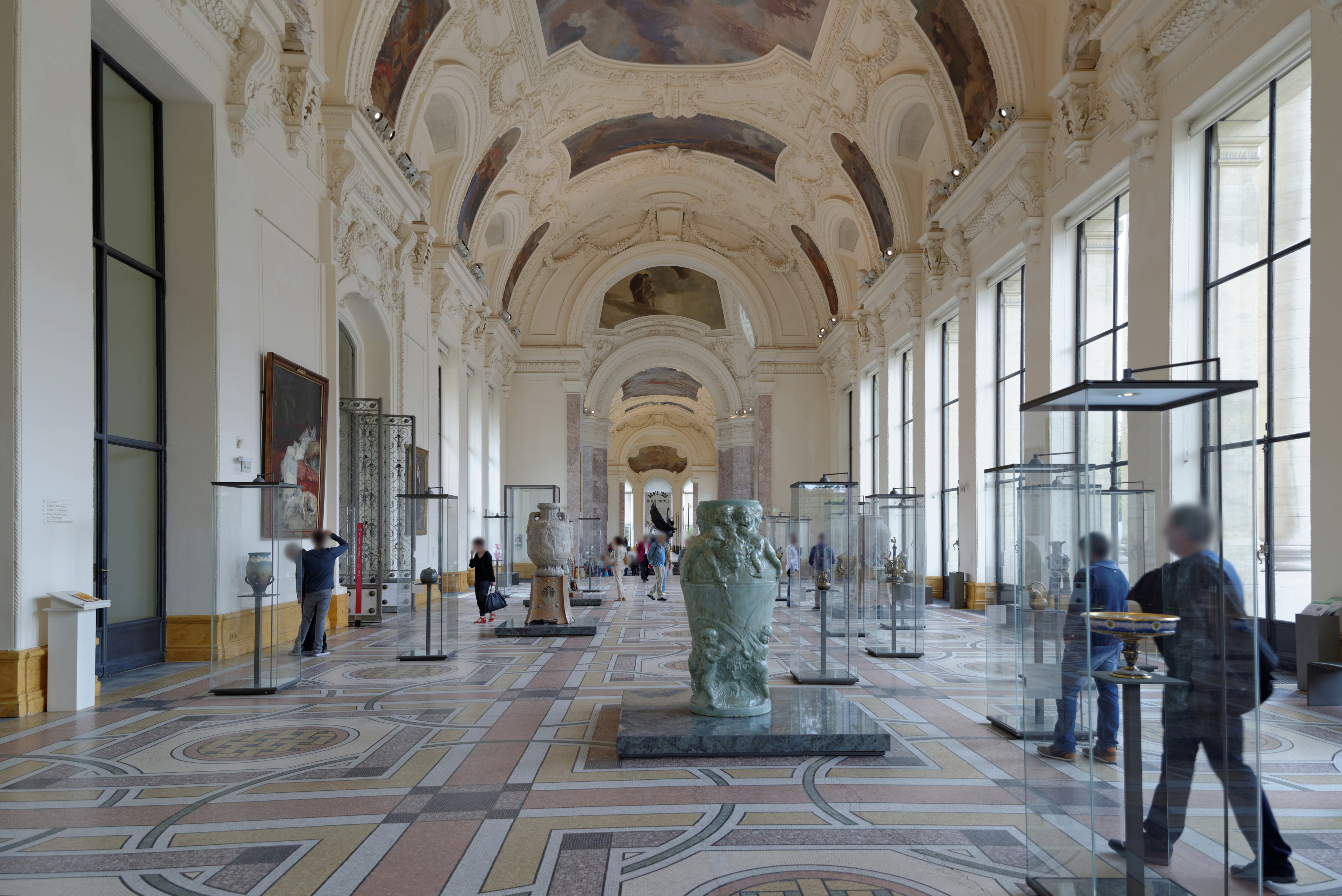
Использование железобетона, больших окон и световых люков давало интерьеру Пти-Пале обилие света и пространства

В Малом дворце, разработанном Шарлем Жиро и построенном прямо напротив Гран-Пале, был монументальный вход (оба входа были разработаны архитектором Жиро). Оба здания имели ряды массивных колонн, которые служили мощный вертикальным элементом для сбалансирования большой ширины зданий. Однако, самой оригинальной особенностью Малого дворца был интерьер; в нём Жиро в полной мере использовал материал железобетон для создания величественной винтовой лестницы и широкого входа, построил огромные люки и окна, которые пропускают много света и превратил интерьер в единое пространство.

## Жилые здания

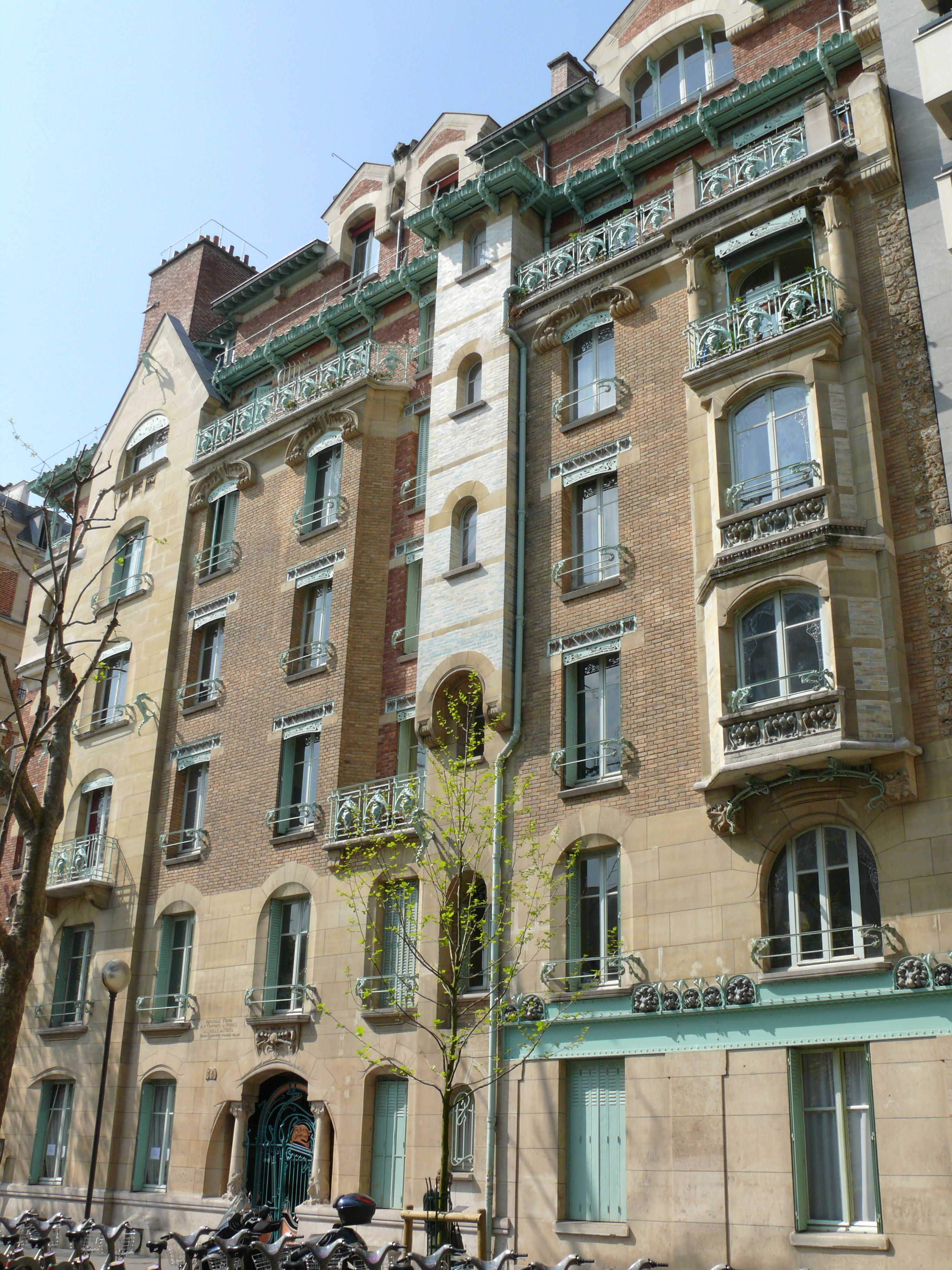
Кастель тур архитектора Эктора Гимара (1899)
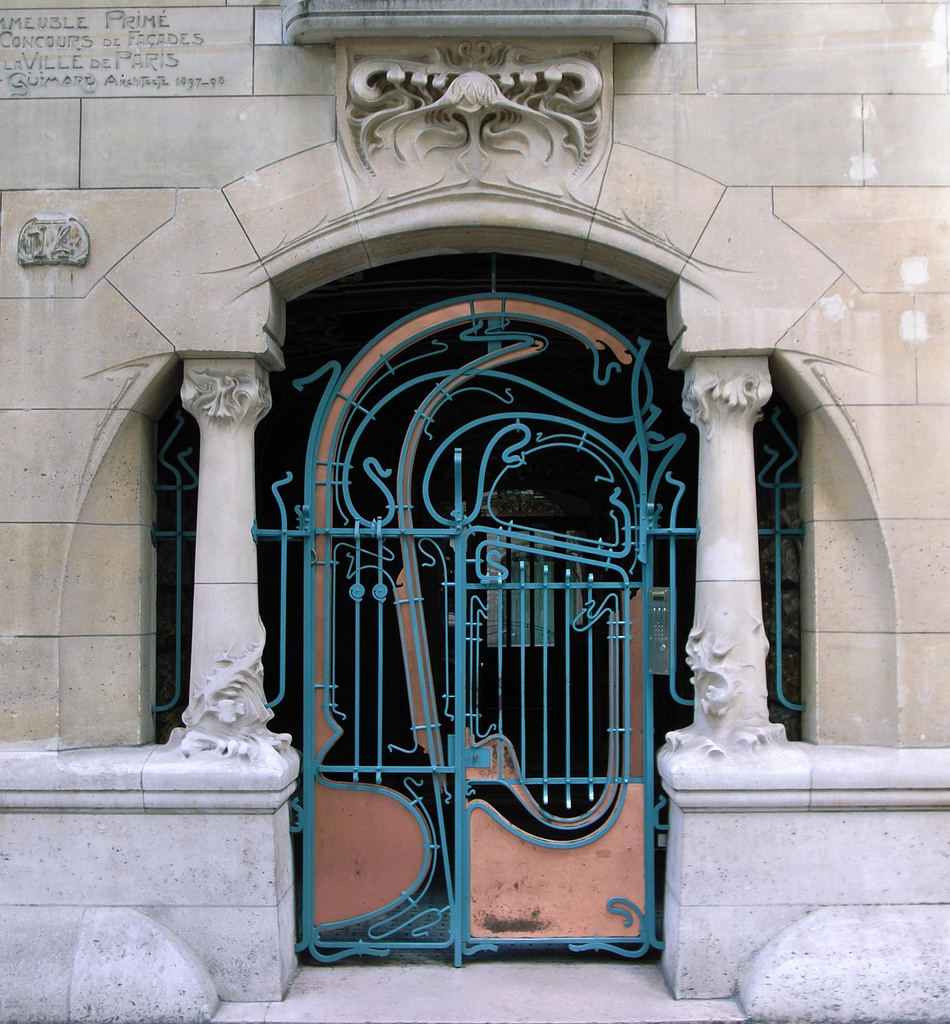
Вход в Кастель-Тур.
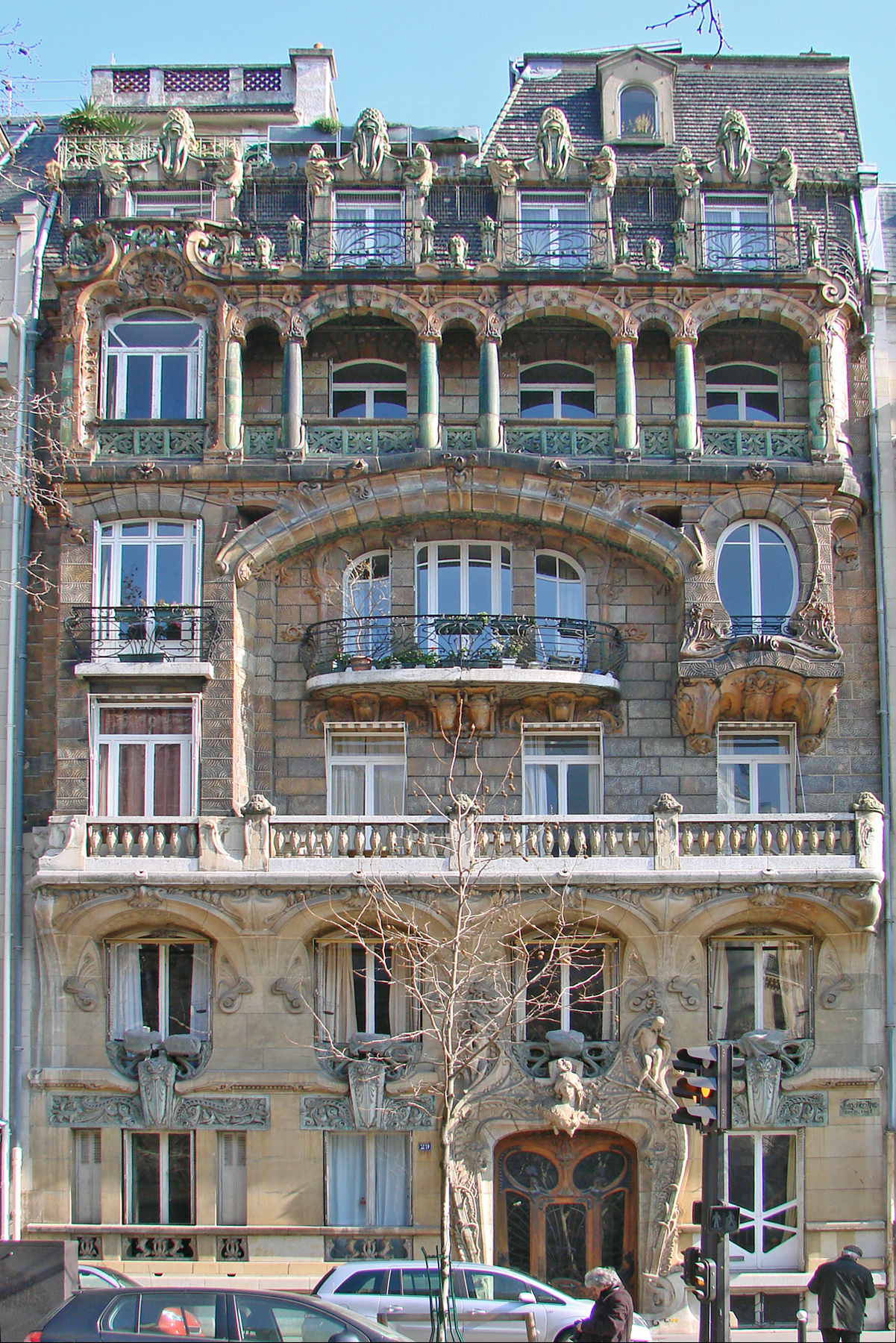
Дом Лавиротта архитектора Жюля Лавиротта на Авеню Рапп №29 (1901)
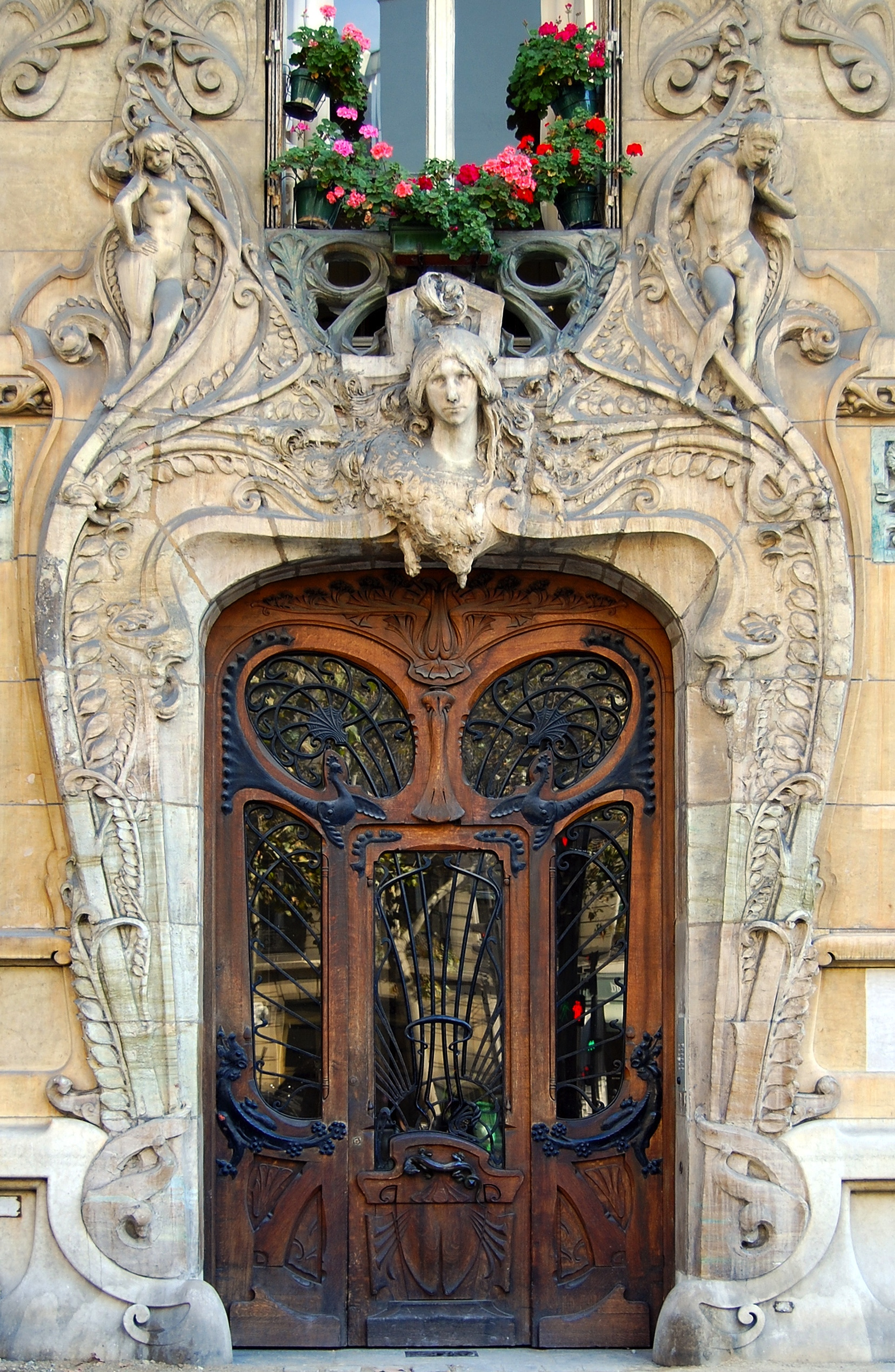
Парадный вход в Дом Лавиротта (1901)
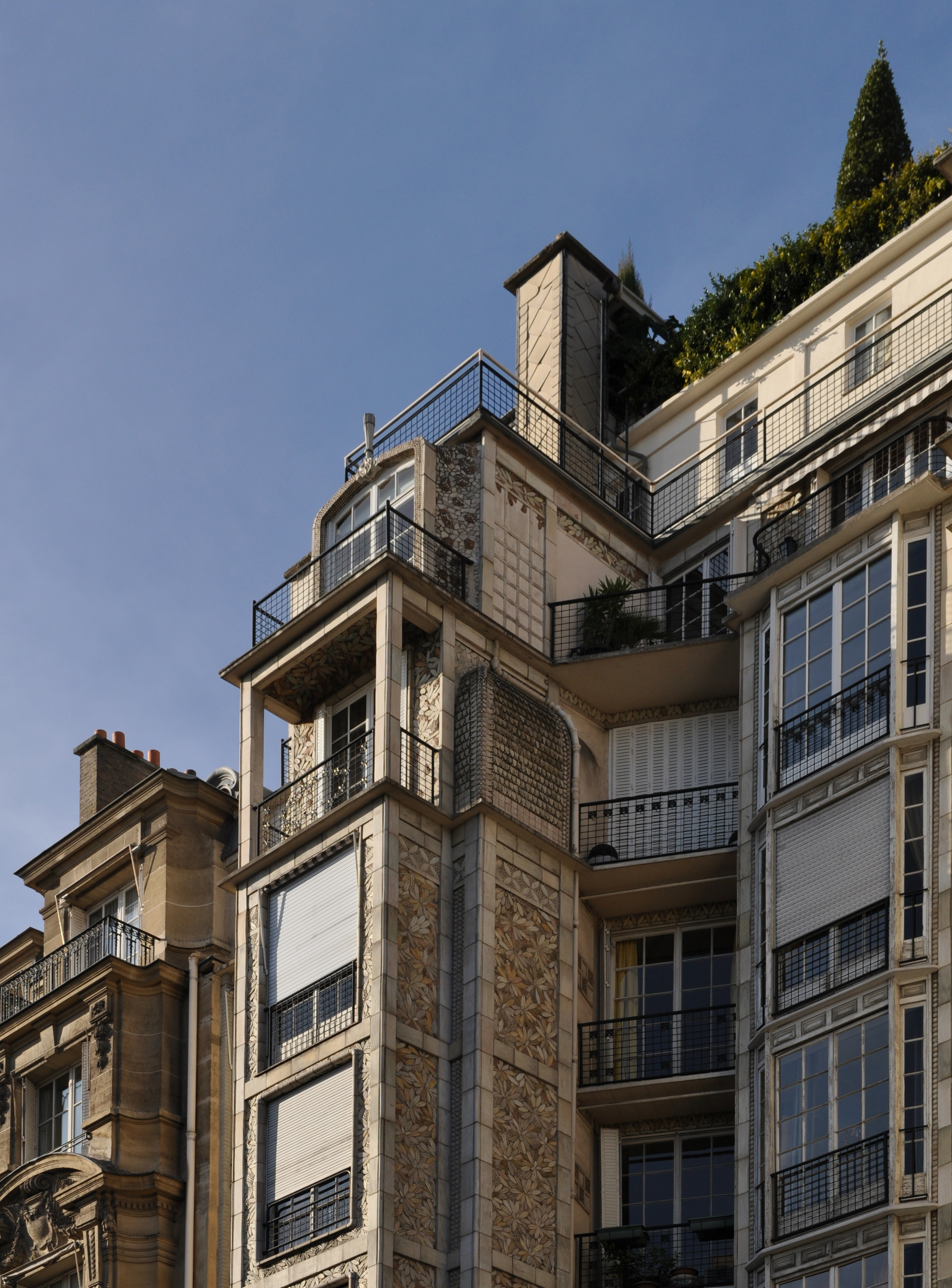
Железобетонные и керамические дома Огюста Перре на 25-бис Рю Франклин, 16-й округ. (1904)
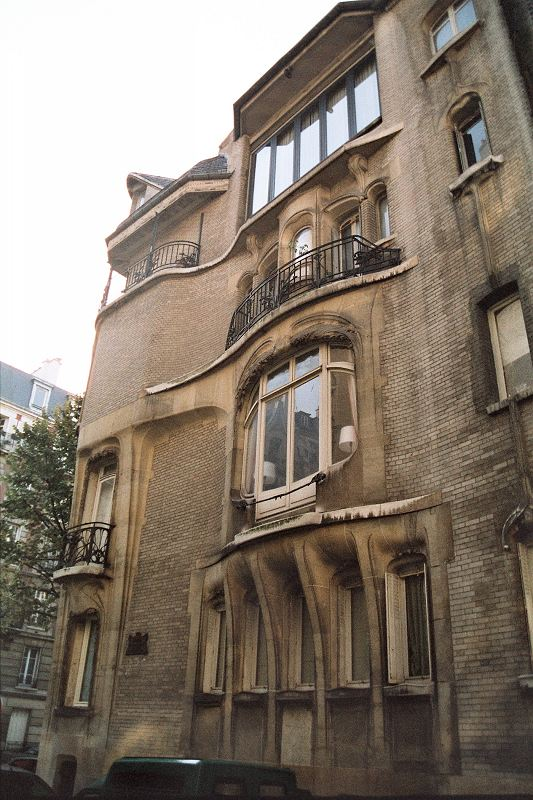
Отель Гимар, на проспекте Моцарта №122 (1909-1913)

В конце XIX века многие архитектурные критики жаловались на то, что единый стиль многоквартирных домов, введенный Османом на новых бульварах Парижа при Наполеоне III был однообразным и неинтересным. Осман требовал, чтобы многоквартирные дома имели одинаковую высоту, фасады — одинаковый дизайн и цвет. В 1898 году, чтобы попытаться привнести больше разнообразия в облик бульваров Парижа, был организован конкурс на лучший новый фасад жилого дома. Одним из первых победителей в 1898 году был тридцати однолетний архитектор Гектор Гимар (1867—1942). Дом Гимара, построенный между 1895 и 1898 годами, назывался Кастель Беранже, и был расположен в 14 Рю де ла Фонтена в 16-м округе. В нём было тридцать шесть квартир, и каждая имела разную архитектуру. Гимар продумал сам все элементы здания, вплоть до дверных ручек. В его домах обилие Нео-готических декоративных элементов выполненных из кованого железа или из камня, что придало зданиям индивидуальность и отличало от любого другого Парижского здания. Вскоре Гимар стал самым известным архитектором в Париже времени прекрасной эпохи.
В 1901 году на конкурсе фасадов победил архитектор Жюль Лавиротт (1864—1924). Его фасад многоквартирного дома имел яркое украшение в виде обилия керамической плитки производства Александра Биго, профессора химии, который заинтересовался керамикой в китайском павильоне Всемирной выставки 1889 года. Биго создал собственную фирму для изготовления керамических скульптур и украшений. Дом Лавиротта имел больше скульптур, чем традиционные здания. Главный вход зданий украшался керамическими скульптурами, верхние этажи полностью покрывались керамической плиткой и декором. Стены оперы Шарля Гарнье были построены из пустотелого кирпича с железными прутьями внутри, кирпичи были заполнены цементом.

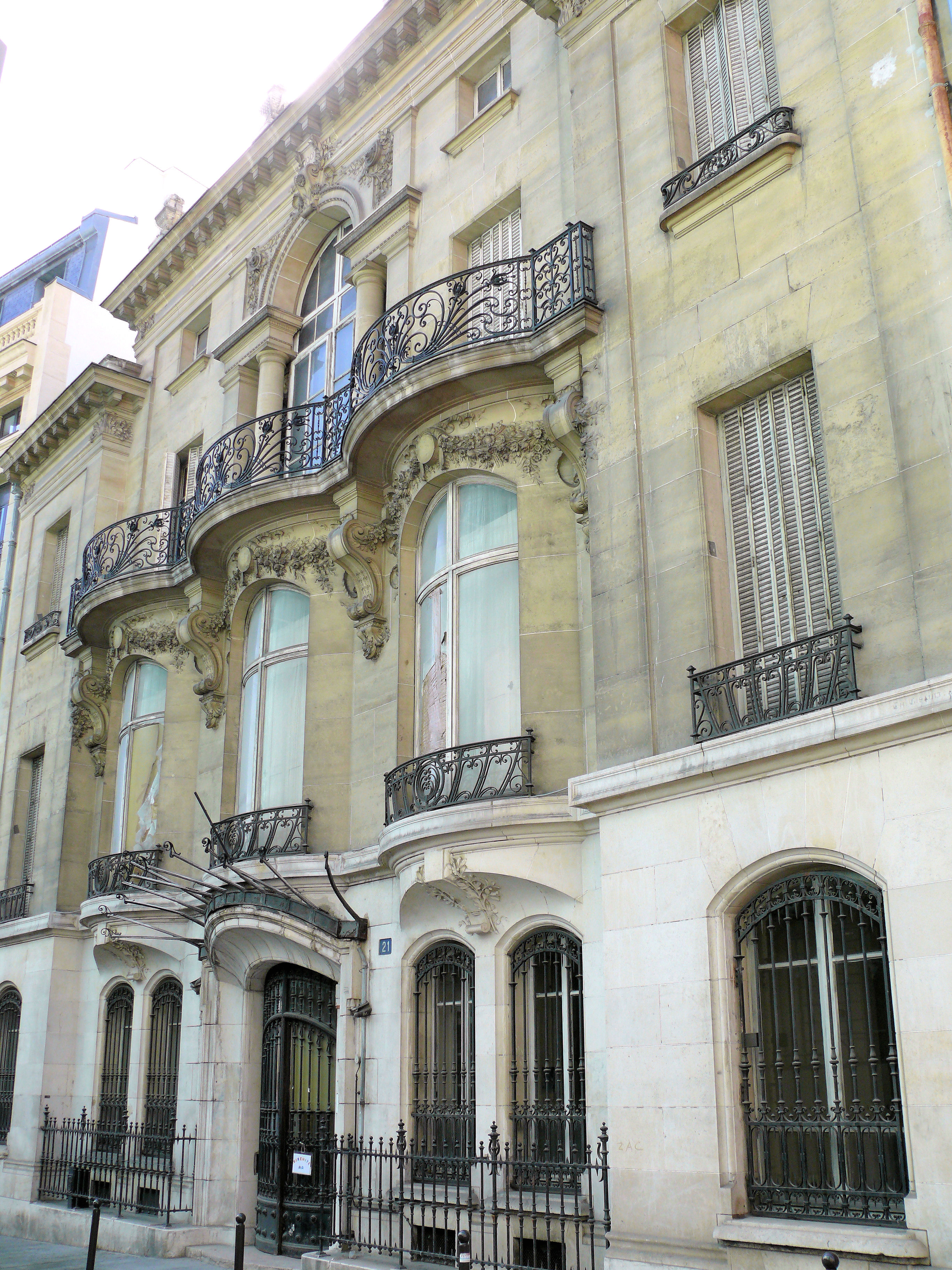
Отель de Choudens, (1901), в стиле Неоренессанса, особняк Шарля Жиро, дизайнер Пти-Пале.

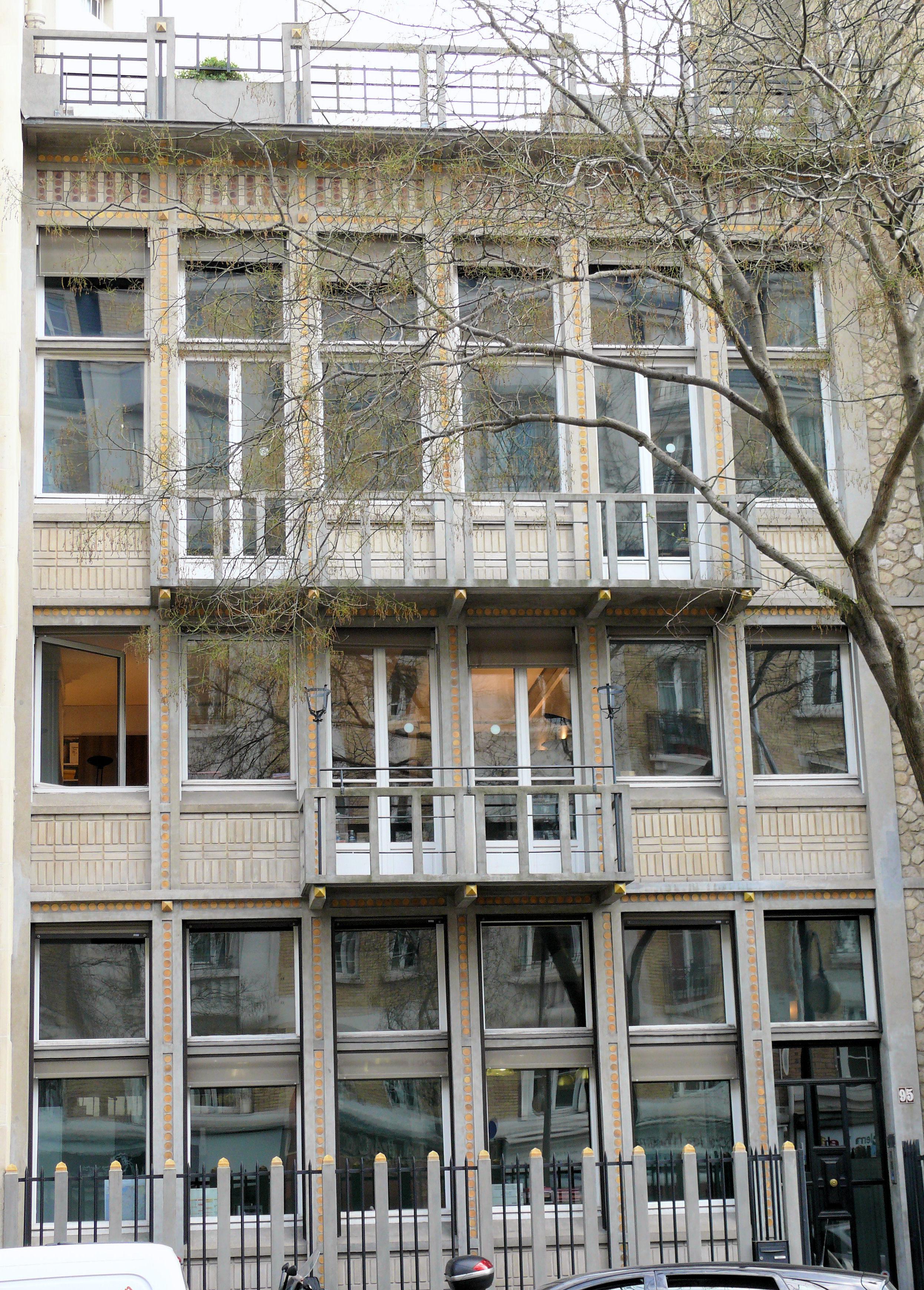
Дом архитектора Павла Guadet (1913)

В 1904 году архитектор Огюст Перре использовал железобетон для создания нового здания 25 на Рю Франклин в 16-м округе. Железобетон использовался в Париже и раньше, обычно для того, чтобы имитировать камень. Перре был одним из первых, кто воспользоваться всеми преимуществами новых архитектурных форм.
Почти под конец прекрасной эпохи, Эктор Гимар кардинально изменил свой стиль, построив в 1899 году Кастель тур. Между 1909 и 1913 годами он построил себе дом, отель Гимар, на Авеню Моцарта в 16-м округе. Фасад здания он украсил цветами и украшениями разных стилей, так что здание, казалось, было создано природой.
Архитектор Павел Guadet (1873—1931) был пионером в использовании железобетона. Он спроектировал несколько телефонных станций Министерства почтового отделения. Здания отличались чистыми линиями и современным внешним видом. Почтамт стал его работодателем с 1912 года до самой смерти. Фасад его собственного дома, на 95 бульвара Мюра в 16-м округе, кажется удивительно современным, почти все окна, обрамленные бетонными колоннами, ненавязчиво украшены цветной керамической плиткой.
На улицах Парижа комфортно сосуществовали здания с разными стилями. Отель Камондо, где сейчас расположен музей Ниссим-де-Камондо), на 63 улице Монсо в 8-м округе, был разработан архитектором Рене Сержаном (1865—1927). Он был выпускником военной школы архитектуры, созданной в противовес школе изящных искусств для обучения специалистов в области искусства и техники. Здание было завершено в 1911 году. Для его внутреннего обустройства были использованы самые современные технологии, включая электрическое освещение и косвенное освещение.
Отель de Choudens на 21 Рю-Бланш в 9-м округе, был ещё одним неоклассическим домом, спроектированным Шарлем Жиро (1851—1932). Жиро выиграл Гран-при Рима и снискал славу при проектировании Малого дворца для выставки 1900 года. В здании использовали изогнутые стекла, цветочные кованые украшения, ряды террас с видом на сад.

## Универмаги

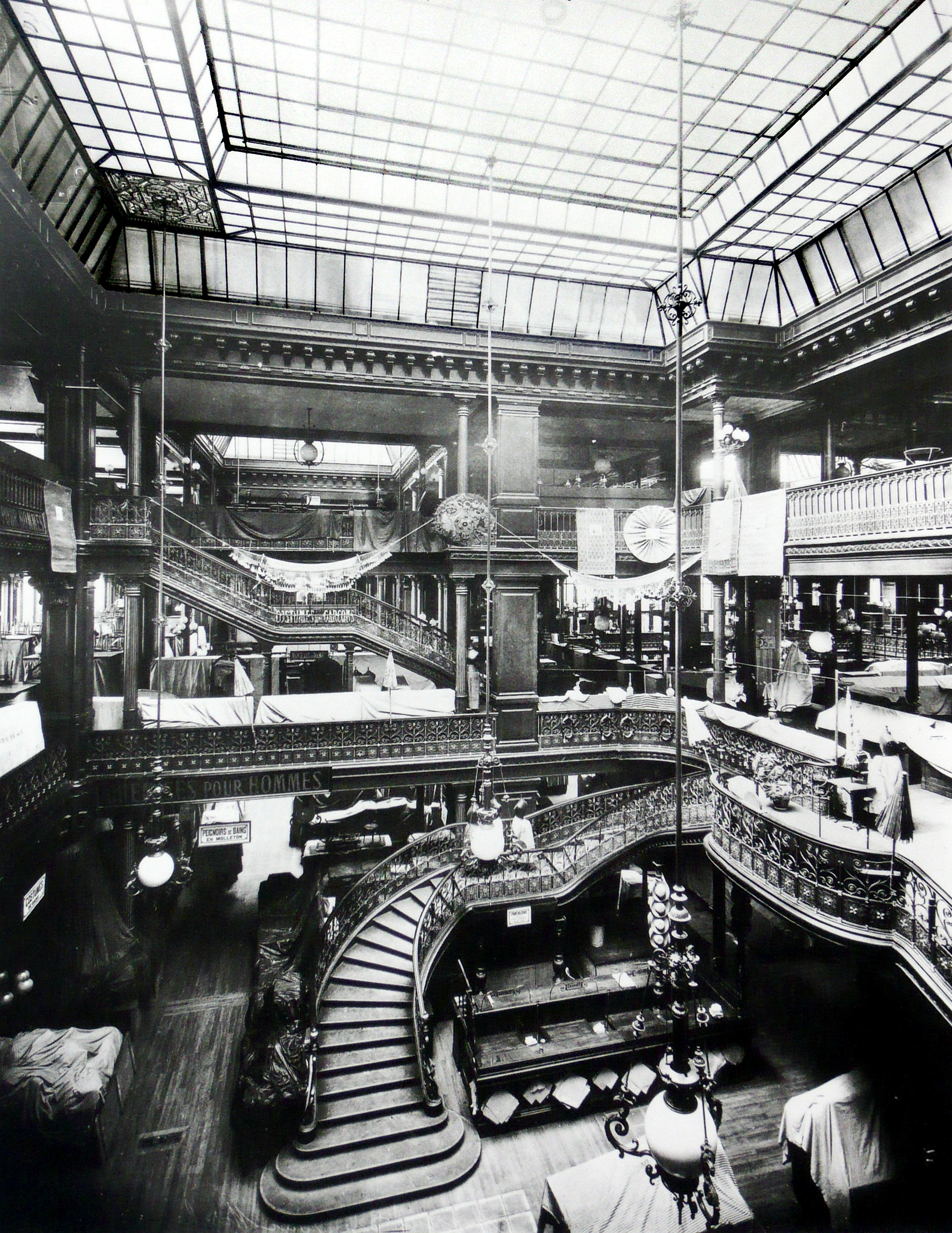
Интерьер универмага, архитектор Бон Марше (1875)
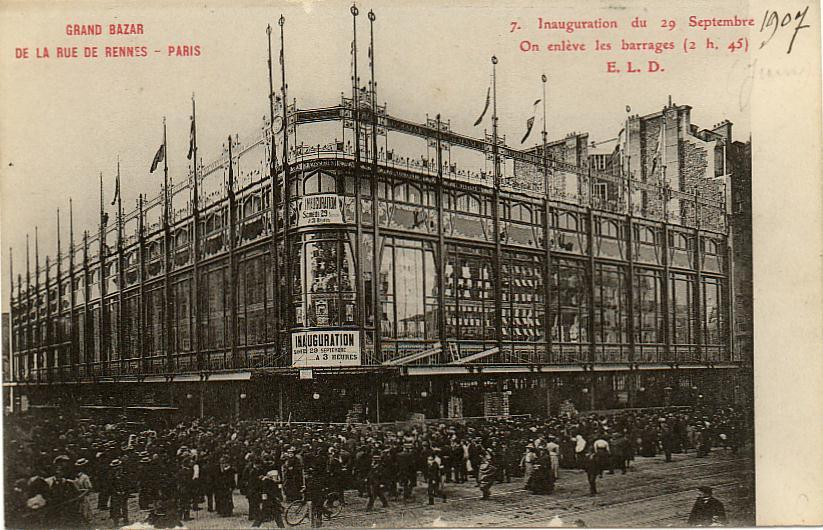
Гранд базар на Рю де Ренн в день открытия (1906)
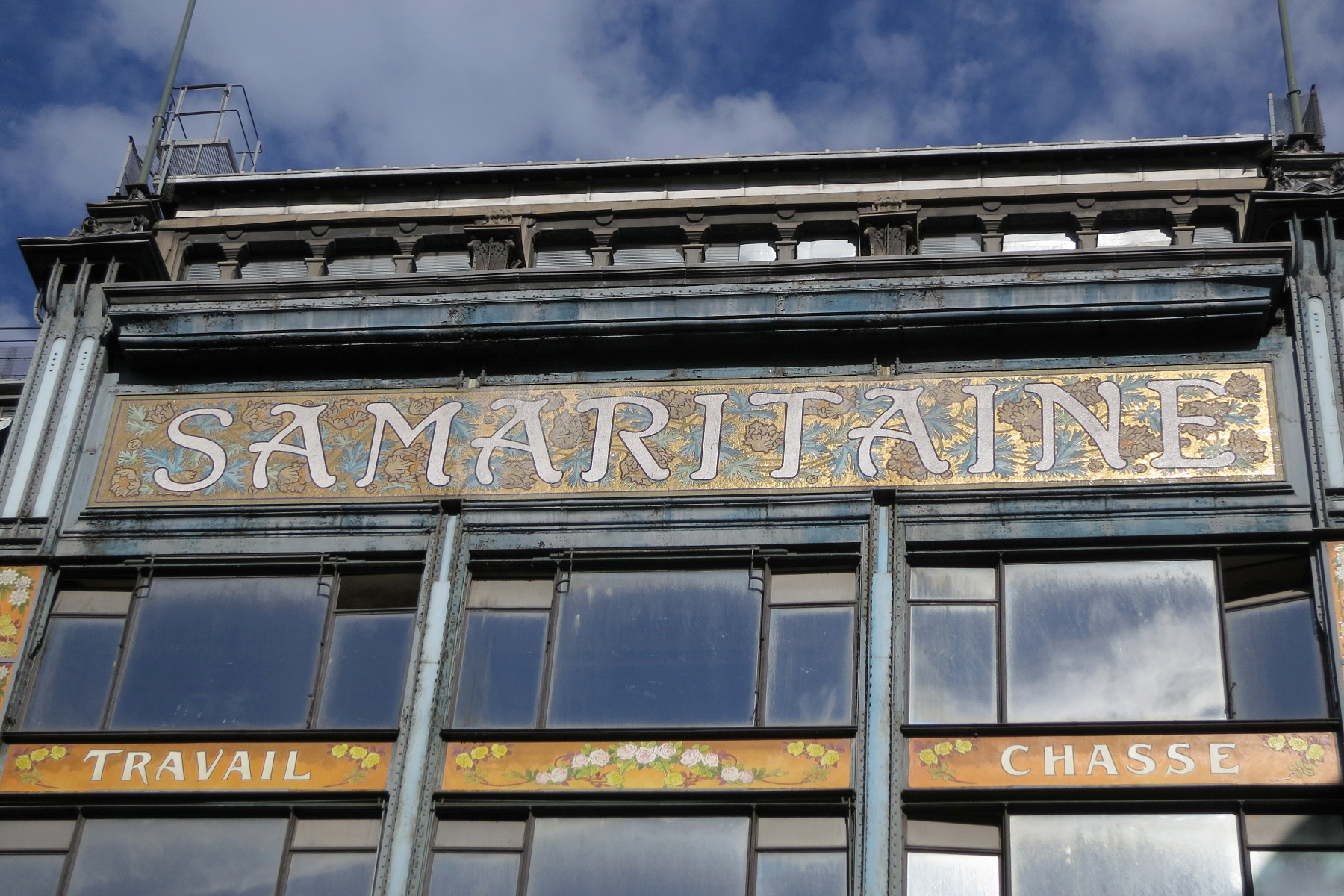
Цветочный Арт-нуво, оформление художника Эжена Грассе для фасада из Ла-Шапель (1903-1907)
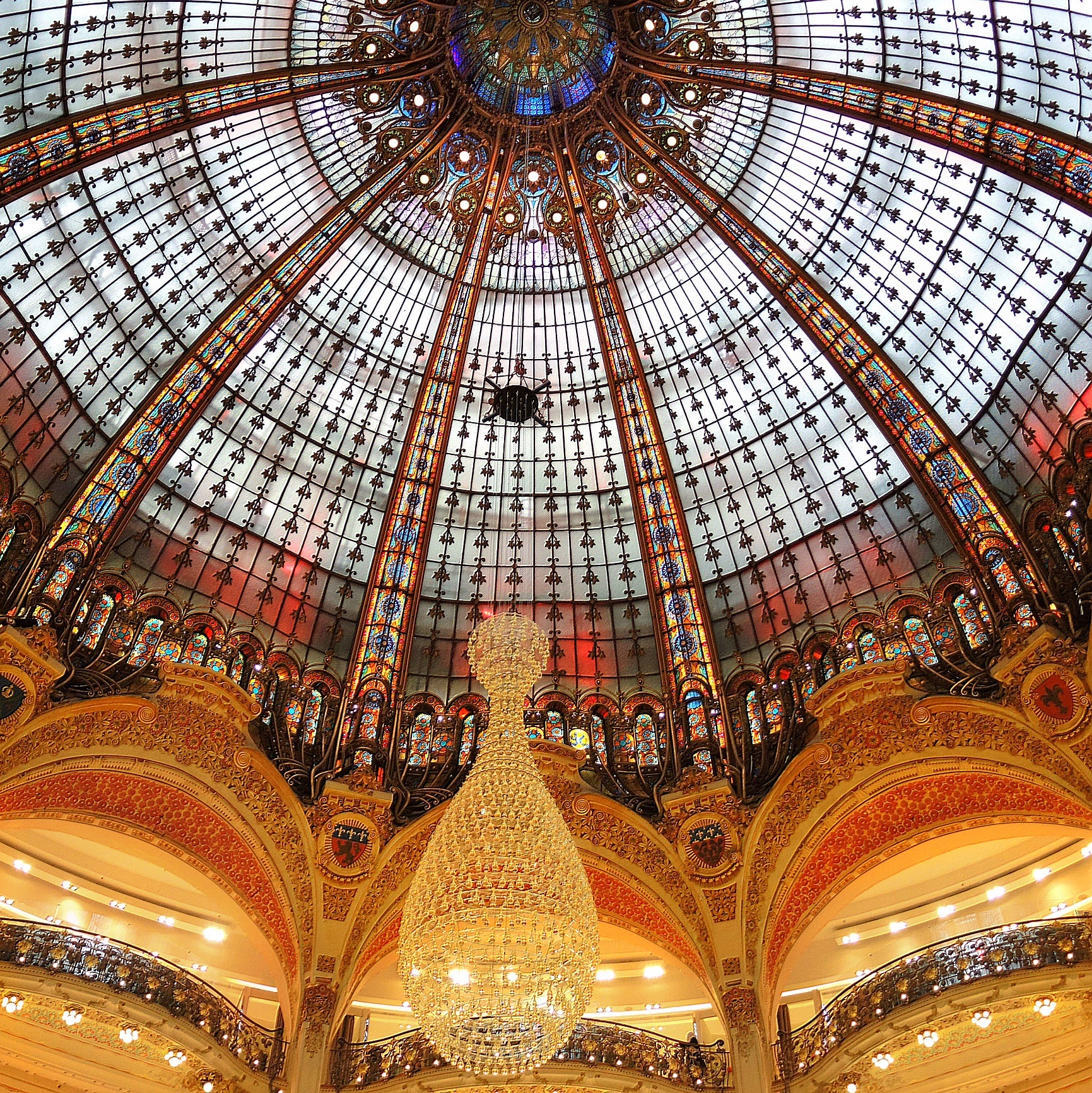
Арт-нуво купол Галери Лафайет (1912) обеспечивает естественное освещение уровней во внутреннем дворе

Современный универмаг был создан в Париже в 1852 году, незадолго до Прекрасной эпохи , когда Аристид Бусико открыл магазин под названием Ау Бон Марше. В универмаге были использованы инновационные средства маркетинга и ценообразования, в том числе почтовые каталоги и сезонные распродажи. Когда в 1852 году Бусико открыл магазин, он имел доход в 500 000 франков и двенадцать работающих сотрудников. Двадцать лет спустя в нём работало 1 825 сотрудников с доходом более 20 миллионов франков. С 1869 года Boucicault начал строить гораздо большие магазины с железным каркасом, центральным внутренним двором, покрытым застекленной крышей. Эти здания стали прообразом для других универмагов в Париже и по всему миру.
Газовое и электрическое освещение представляли серьёзную пожароопасность для универмагов, поэтому архитекторы новых магазинов делали в них огромные декоративные стеклянные окна в крышах, чтобы заполнить магазины преимущественно естественным светом. Так магазин «Галери Лафайет» на бульваре Осман, законченный в 1912 году, имел прозрачные крыши над дворами с балконами и волнистыми перилами, что придавало интерьерам стиль Рококо, напоминающий эффект дворца в стиле барокко.

## Офисные здания

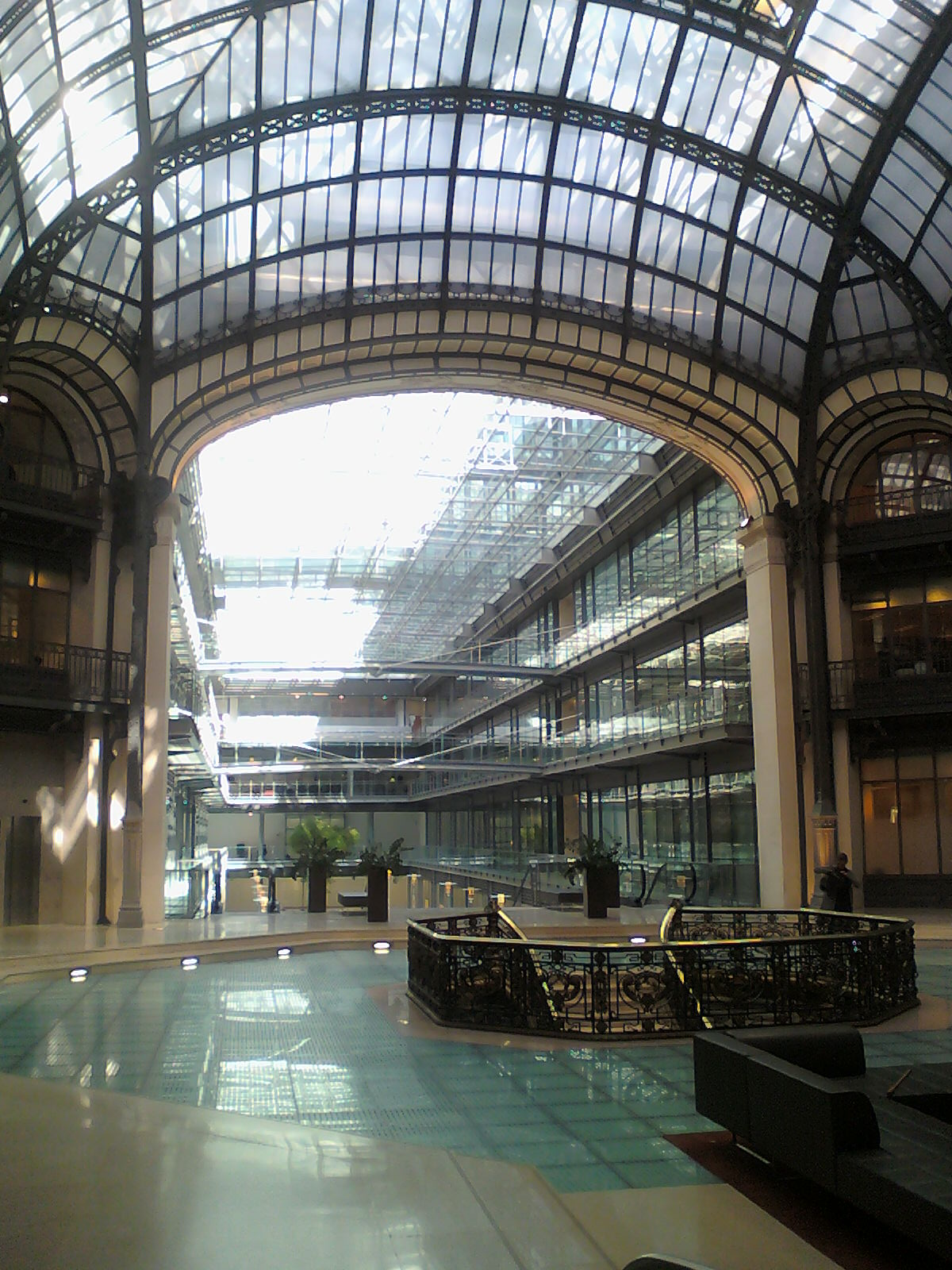
Большая галерея офиса банка Лионский кредит на Рю де Катр-Септамбр 18, архитектор Виктор Лалу (1907)

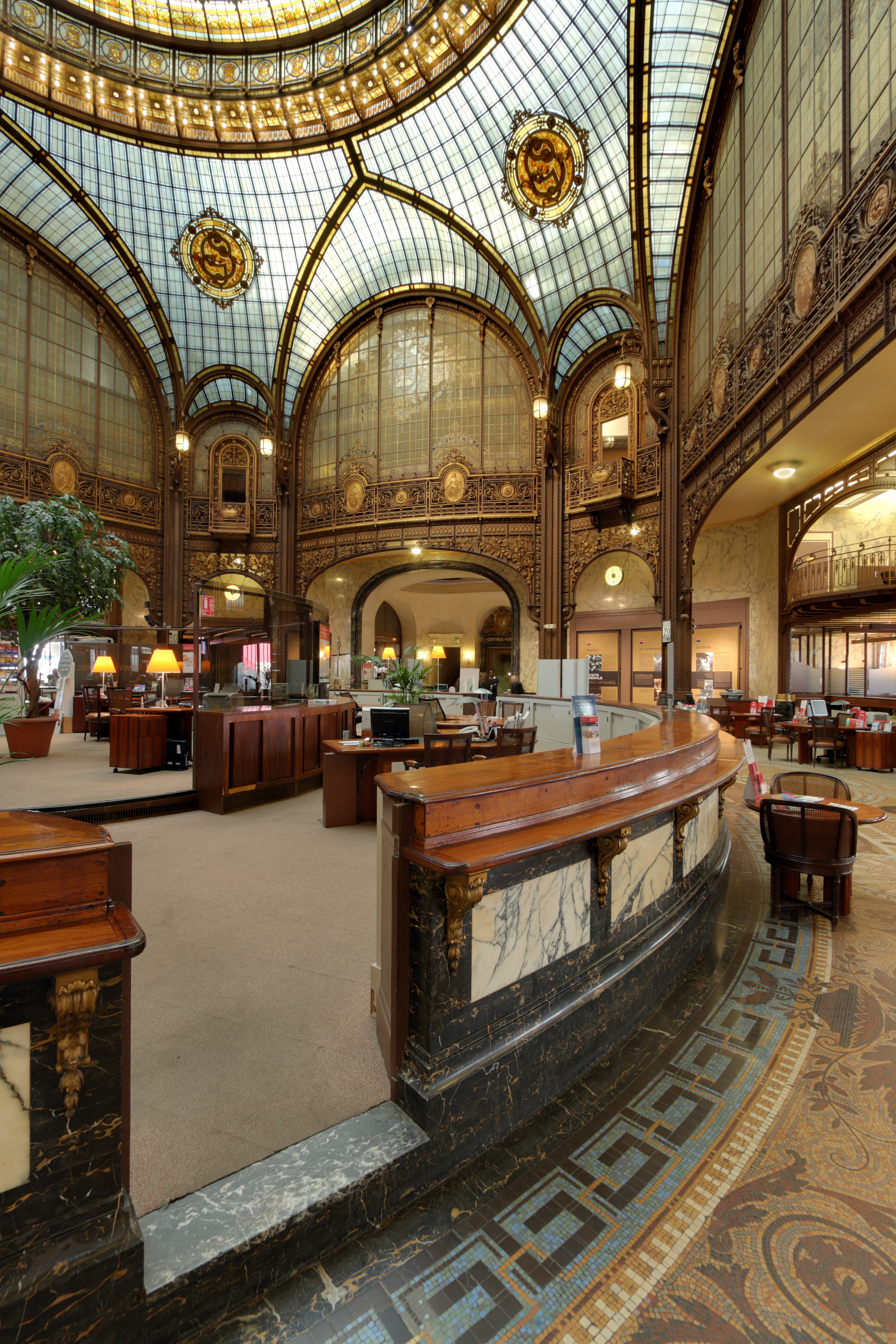
Центральное отделение банка «Сосьете Женераль» на бульваре Осман 29, архитектор Жак Эрман (1905—1911)

Лифт был изобретен в 1852 году Элишем Отисом. Лифт позволил строить высотные здания.
Первый небоскреб был построен в Чикаго Луи Салливаном в 1893—1894 годах, но Парижские архитекторы этого времени и их клиенты мало интересовались строительством высоких офисных зданий. Париж был банковской и финансовой столицей континента, в нём уже в 1889 году было построено самое высокое сооружение в мире — Эйфелева башня. Парижане не хотели менять привычный городской пейзаж. [62]
В новых офисных зданиях стиля Прекрасной эпохи часто использовали сталь, листовое стекло, лифты и другие новые архитектурные технологии, но они были спрятаны внутри неоклассических каменных фасадов, здания соответствовали высоте другим зданиям.
При строительстве новых офисных зданий в стиле Прекрасной эпохи часто использовали сталь, листовое стекло, лифты и других новые архитектурные технологии, но они были спрятаны внутри неоклассических каменных фасадов, здания соответствовали по высоте другим зданиям на бульвары Османа.

## Мосты

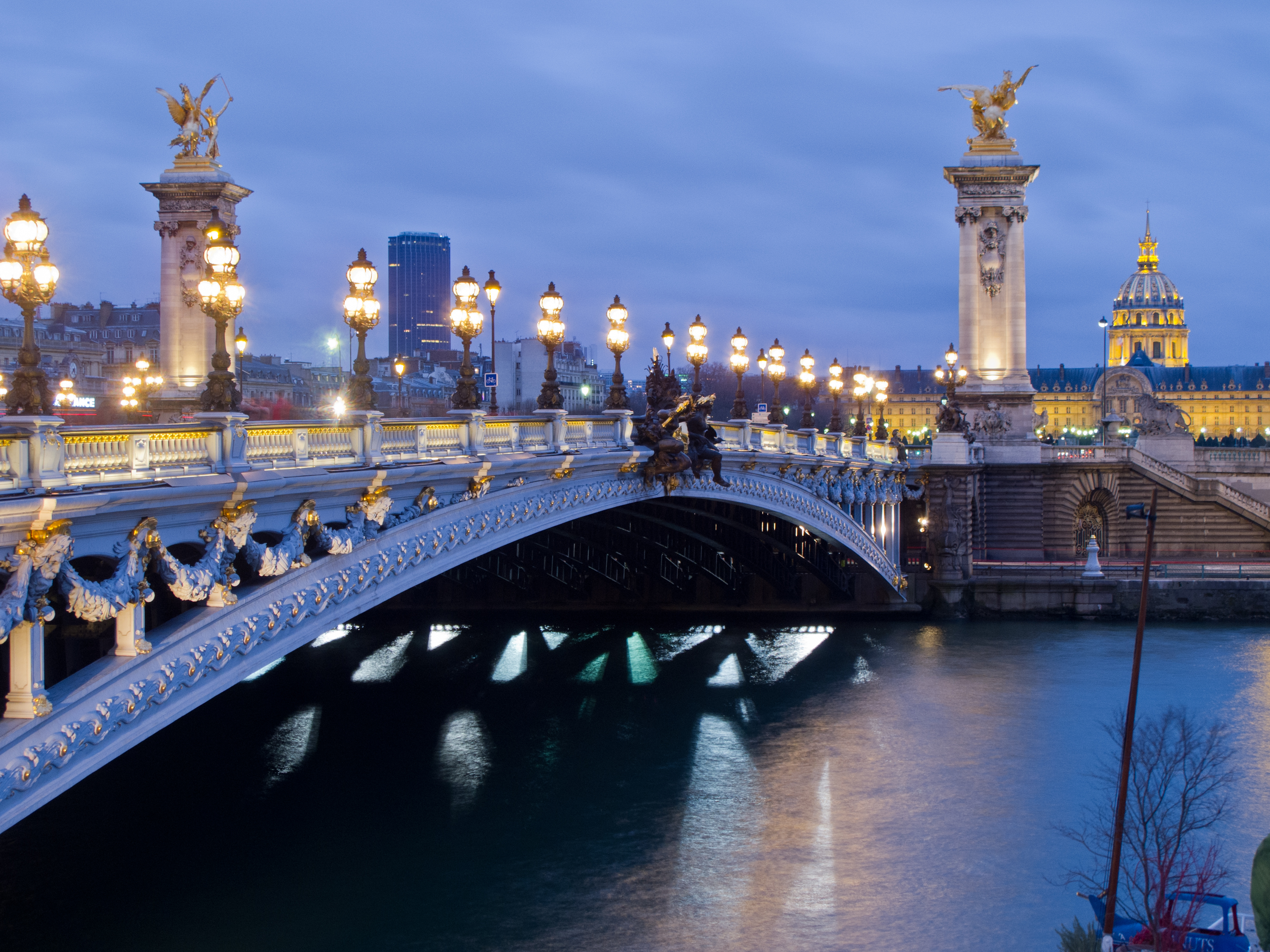
Мост Александра-III (1896-1900)
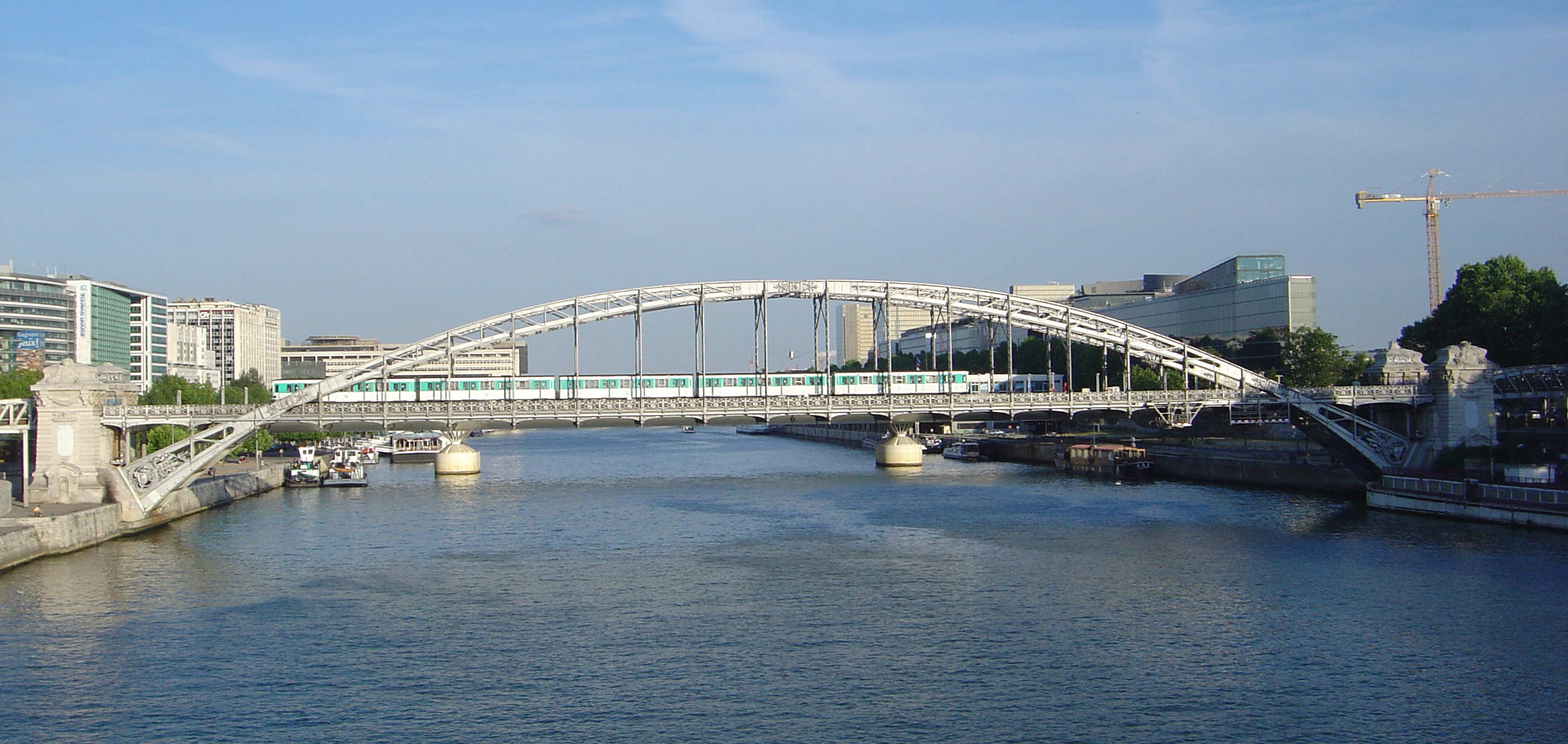
Виадук Аустерлиц, построенный для Парижского метро, архитектор Жан-Камиль Formigé (1903-1904)
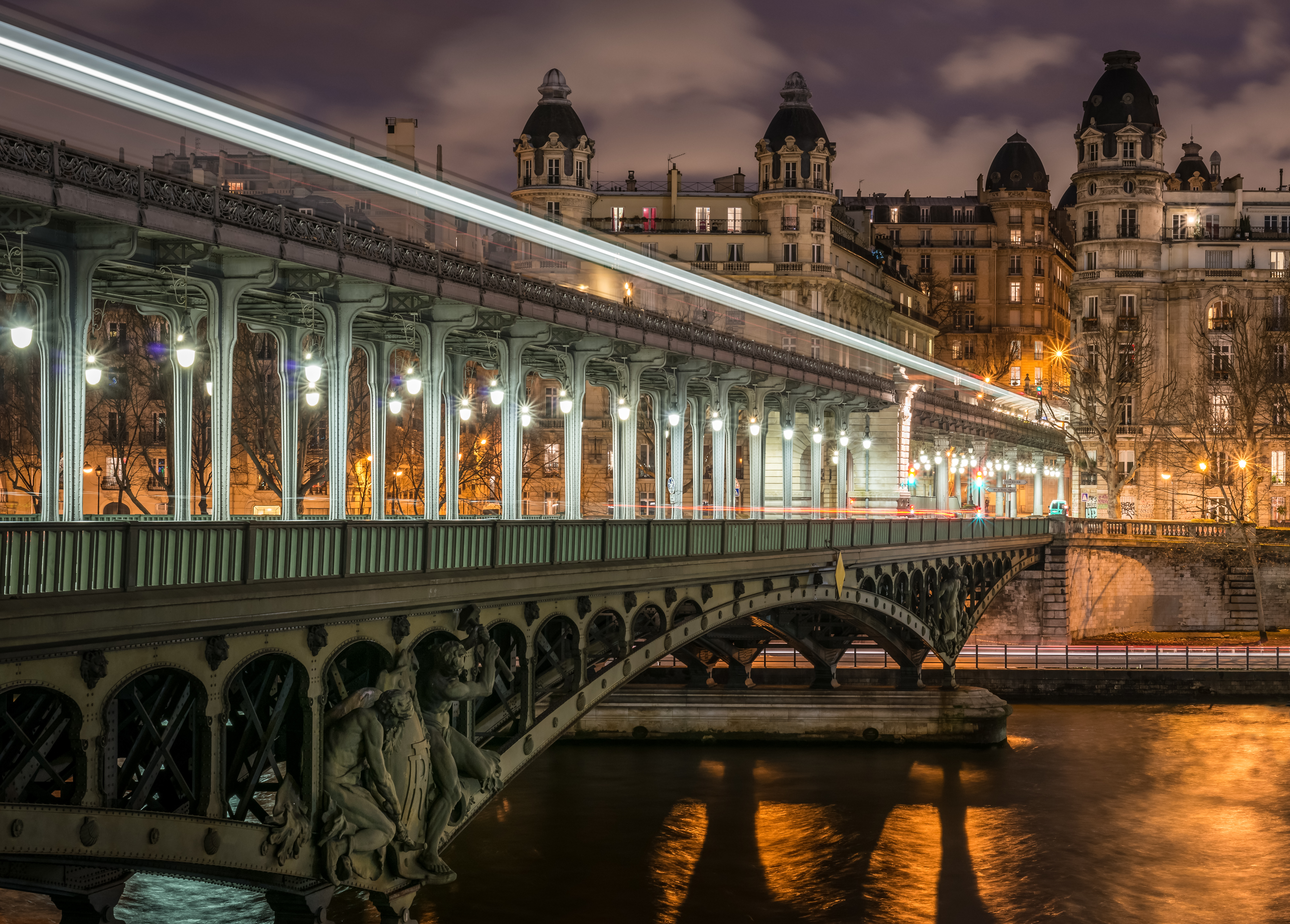
Мост Бир-Хакейм, архитектор Жан-Камиль Formigé (1905)

C 1876 по 1905 год в Париже было построено восемь новых мостов через Сену. Это мосты: Пон Салли, (1876), Иль-Сен-Луи, замена двух пешеходных мостов с 1836; Пон-де-Цюльпих (1882); Пон Мирабо в 1895 году; мост Александра-III ст. (1900), построенный для Всемирной выставки 1900 года; Понт-де-Гренель-Пасси (1900) для железной дороги;а мост Дебийи, пешеходный мост соединял экспозиция выставки 1900 года на двух берегах; моста Бир-Хакейм (1905) для пешеходов и линии метро, и Виадук Аустерлиц, используемый для метро.
Наиболее элегантным и известным мостом прекрасной эпохи является мост Александра-III, построенный по проекту архитекторов Йозефа Касьян-Бернара и Гастона Кузен, и инженерами Жан Résal и Амедом д’Alby. Мост был предназначен для перехода с одной выстави на другую в 1900 году. Первый камень в мост в октябре 1896 года заложил Николай II, будучи цесаревичем. Мост в сочетании с современными инженерными решениями имел длину 107 метров и классическую изящную архитектуру. Противовесами для обслуживания моста стали четыре массивные каменные колонн высотой в семнадцать метров. На колоннах размещены скульптуры, представляющие науку, искусство, торговлю и промышленность. В центре, по бокам моста, находятся скульптуры двух групп Речных нимф — нимфы Сены с одной стороны, нимфы Невы на другой. Подобный Троицкий мост, по проекту Гюстава Эйфеля, был перекинут через Неву в российской столице Санкт-Петербург в 1897 году.
Аустерлицкий виадук был построен в 1903—1904 годах для того чтобы продолжить 5 линию метро Парижа через Сену. До 1996 года это был самый длинный мост в Париже, пока не появился мост Пон-Шарль-де-Голль.
Мост Бир-Хакейм на тонких железных опорах создан для пешеходов и линии метро. В нём создатели искусно соединили функциональную структуру со скульптурами и украшениями.

## Рождение ар-деко

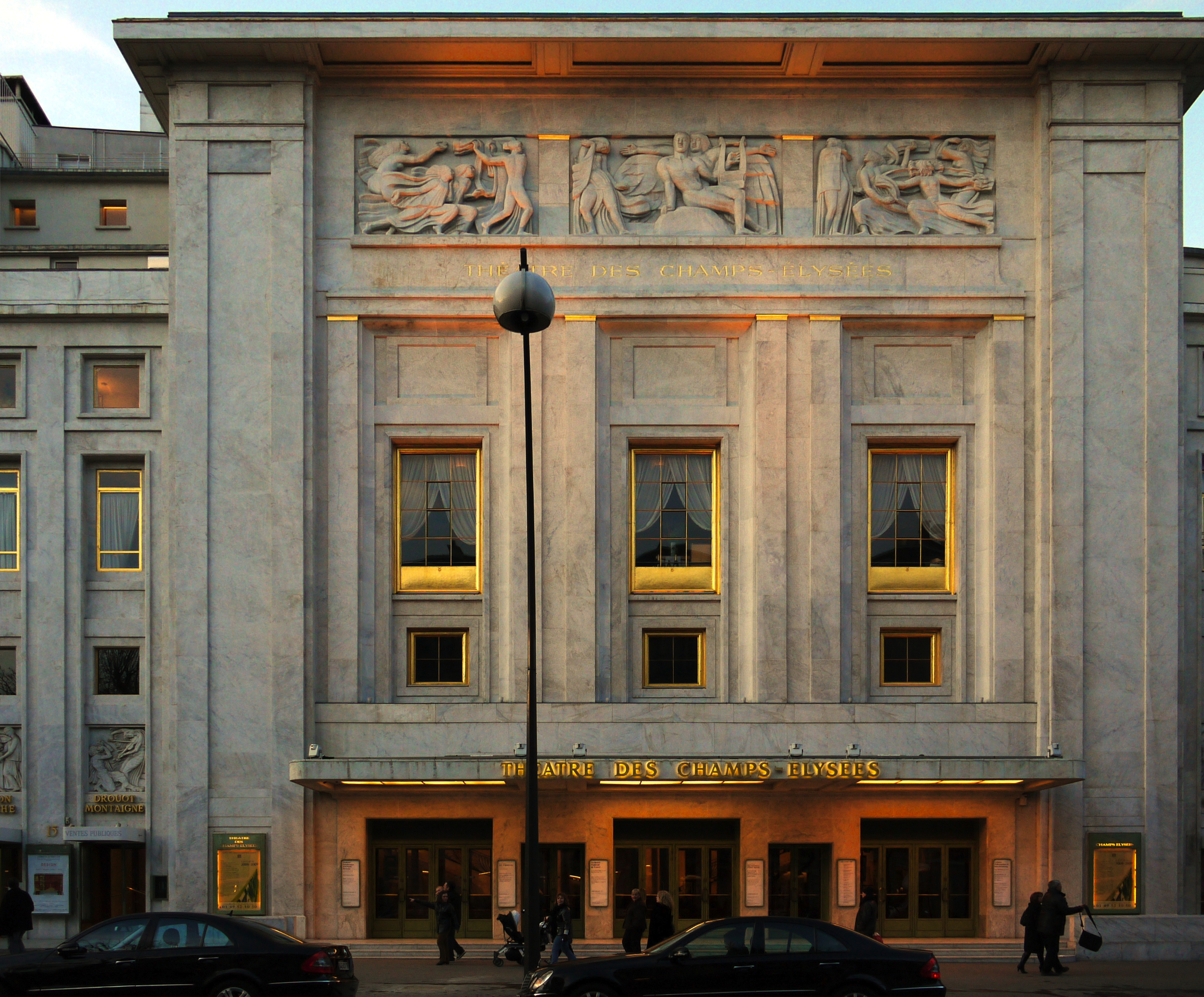
Театр Елисейских полей в стиле ар-деко Огюста Перре (1911-1912)
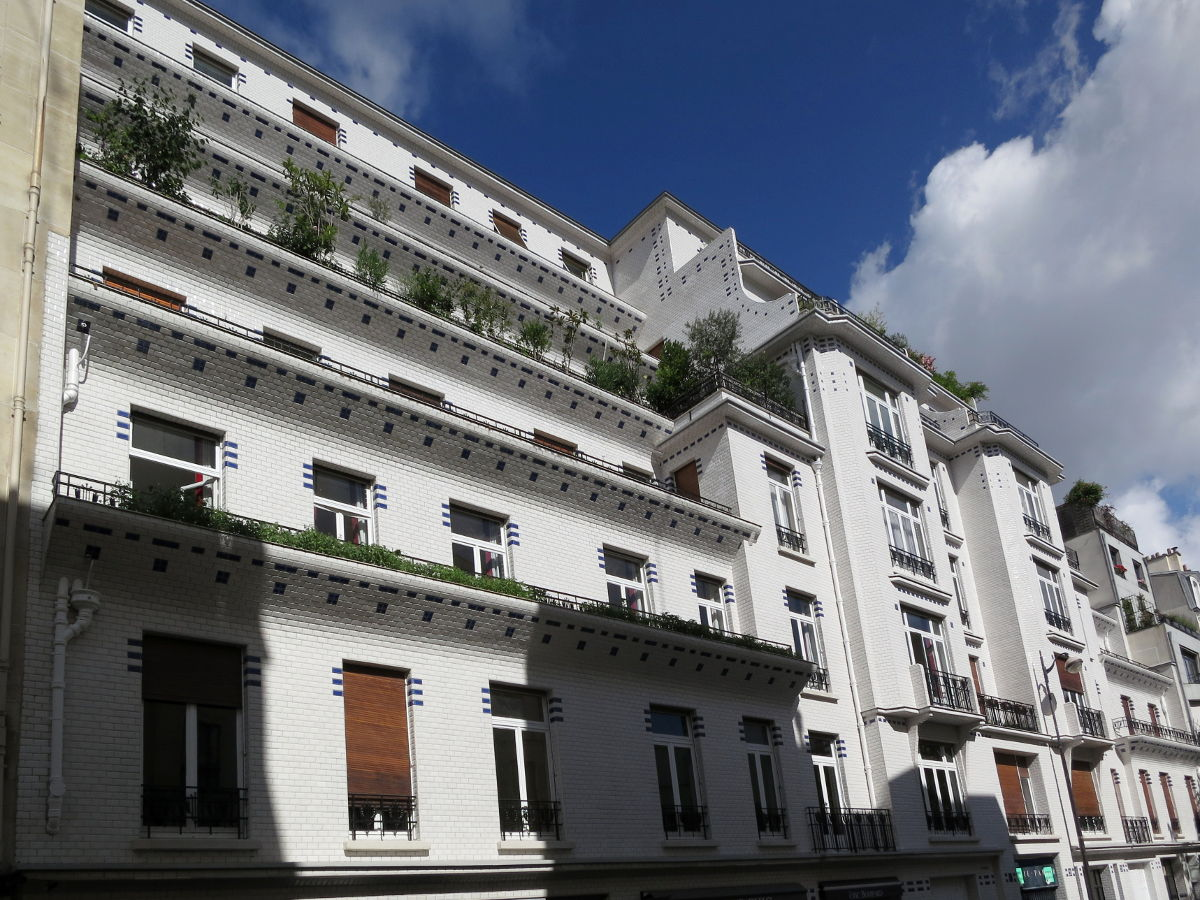
Дом на 26 Рю Вавен (6 округ) на Анри Соваж ((1913)

В конце прекрасной эпохи, примерно в 1910 году, в Париже появился новый стиль ар-деко во многом как реакция на модерн. Первыми крупными архитекторами, работающими в новом стиле был Огюст Перре (1874—1954) и Анри Соваж (1873—1932). Основными принципами стиля были функциональность, классицизм и архитектурные деталировки. Изогнутые линии и растительные узоры модерна сменилась прямыми линиями, прямоугольниками внутри прямоугольников. Предпочтительным строительным материалом был железобетон. Украшение было присоединено к структуре здания, часто в скульптурных барельефах, как это сделано в театре Елисейских полей.
Первый известным Парижским домом в новом стиле был Театр Елисейских полей (1911—1912) Огюста Перре, со скульптурным убранством Антуана Бурделя. Оригинальный проект был разработан Анри Fivaz, затем Роджером Бувара. Огюст Перре сделал проект благодаря своему опыту работы с новым материалом железобетоном. Большой вестибюль здания был особенно примечателен тем образом, что его форма определялась функцией. Интерьер здания был украшен коллекцией картин художников Морис Дени, Бурделя, Эдуар Вюйар, Кер-Ксавье Руссель с классическими и мифологическими темами.
Ещё одним архитектором конца прекрасной эпохи, чье творчество ознаменовало новый стиль ар-деко был Анри Соваж. В 1913 году он с группой художников и декораторов построил жилой дом 26 по Рю Вавен в 6-м округе. Снаружи дом был простой, полностью покрытый керамической плиткой. Наиболее необычной особенностью здания были gradins; верхние этажи были устроены как лестница, что позволило жителям на этих этажах иметь террасы и сады. Единственным украшением здания были железные перила и геометрические узоры, созданные путем чередования чёрной и белой плиток.